# Église Saint-Nizier de Lyon
L'église Saint-Nizier est une église catholique de la ville de Lyon, située place Saint-Nizier au cœur de la Presqu'île, entre la place des Terreaux et celle des Jacobins, dans le quartier des Cordeliers. Elle constitue l'un des plus importants lieux de cultes de la capitale des Gaules, aussi bien en termes d'ancienneté et de prestige que de visibilité architecturale et monumentale.
Dédié à Nizier, l'un des évêques de Lyon, l'édifice est attesté dès le Haut Moyen Âge. Après l'an mille, alors que l'importance politique et économique de la ville s'affirme, celle de Saint-Nizier va croissant, ce qui n'est pas sans créer des tensions avec la principale église lyonnaise, la cathédrale Saint-Jean, et en particulier avec son chapitre canonial.
Entièrement reconstruite aux XIVe et XVe siècles en style gothique flamboyant, l'église fait l’objet d’un classement au titre des monuments historiques par la liste de 1840.

## Histoire

### Hypothèses sur les premiers édifices
Le premier édifice religieux situé sur le site de l'église actuelle serait un monument romain et pourrait être un temple d'Attis, parèdre de la déesse Cybèle, dont le culte n'est peut-être pas étranger au martyre des chrétiens de Lyon en 177. Cette hypothèse n'est pas reprise par Jean-François Reynaud. De même, une légende tardive expose que Pothin aurait fondé une chapelle à l'emplacement de l'église actuelle,. Ces légendes, habituelles pour la plupart des édifices religieux, ne peuvent s'appuyer sur des recherches archéologiques, aucune fouille sérieuse n'ayant été faite sous le sol de l'édifice actuel,. En revanche, il est établi qu'à l'instar d'autres églises lyonnaises (Saint-Just, Saint-Irénée, Saint-Georges ou Saint-Pierre), Saint-Nizier est construite à l'emplacement d'un cimetière du Lugdunum antique, comme le prouvent les découvertes au voisinage de l'église d'épitaphes dédiées aux dieux Manes et d'une épitaphe chrétienne datée de 495.
Une bulle d'Innocent IV de 1252 affirme qu'elle aurait été la première cathédrale de la ville, mais rien ne l'atteste. L'historiographie du XXe siècle continue à voir dans Saint-Nizier la première maxima ecclesia bâtie par l'évêque Patient en 469. Ainsi, Amable Audin, trompé par le texte ambigu de Sidoine Apollinaire ainsi que par des considérations faussées sur l'emplacement antique du confluent entre Rhône et Saône, réfute-t-il en 1947 la possibilité que ladite maxima ecclesia soit tout simplement Saint-Jean, et ne voit que Saint-Nizier pour correspondre à la description de la basilique. En effet, cette dernière est la seule église médiévale lyonnaise à être strictement orientée d'ouest en est. Néanmoins, les études plus récentes ne laissent aucun doute subsister : l'édifice de Patient est bâti sur l'emplacement de l'actuelle cathédrale.

### Moyen Âge

#### Avant l'actuel édifice: la basilique des Saints-Apôtres et la première église Saint-Nizier
Selon une tradition rapportée indiquée au IXe siècle par l'évêque Adon de Vienne, saint Eucher, évêque de Lyon, bâtit au Ve siècle sur les ruines de l'édifice (l'oratoire de saint-Pothin) une basilique pour abriter les reliques des martyrs de Lyon suppliciés en 177. L'église est désignée sous le vocable d'« église des Saints-Apôtres (Pierre et Paul pour lesquels Pothin a dédié, avec la Vierge Marie, son oratoire, puis des autres après 177 et le martyre de saint Pothin) et des quarante-huit-martyrs », par le Martyrologe d'Adon de Vienne,. 
Sachant donc aujourd'hui que la "Maxima Ecclésia" était celle de Saint-Jean et non Saint-Nizier, nous pouvons en déduire que la Basilique a été faite "pour" les martyrs, mais que les 48 premiers ne l'ont pas été à cet endroit, seuls les évêques de Lyon, ne le sachant pas alors, s'y furent enterrés durant tout le VIe siècle, en particulier saint Nizier (décédé en 573) et Sacerdos. 
Le corps de Nizier attire une foule si grande, les miracles qu'on lui prête sont si nombreux que l'église finit par prendre son nom,,,. Un archevêque d'Arles, Aurélien mort dans cette ville le vendredi 16 juin 551, y a été également inhumé. La crypte dans laquelle sont réalisées ces inhumations existe toujours, enchâssée dans le dallage de l'actuelle église. Il s'agit d'un édicule en forme de croix grecque dont chaque branche, terminée par une abside en cul-de-four, vient s'appuyer sur un transept rectangulaire de quatre mètres carrés.
Des reliques de saint Nizier ont, pour des raisons qui ne sont pas connues, été transportées par Gallomagne, douzième évêque de Troyes, de Lyon à la cathédrale Saint-Pierre-et-Saint-Paul de Troyes au VIe siècle.
À la fin du VIe siècle, sous l'épiscopat de Priscus, successeur de Nizier, l'église est desservie par plusieurs clercs, dont au moins un diacre sous la conduite d'un abba ædituus. Sur le plan architectural, les détails de cette basilique ne nous sont pas parvenus. L'on sait toutefois qu'elle est de dimensions un peu plus réduites que celle érigée par Clovis à Paris (qui devient plus tard l'abbaye Sainte-Geneviève). Sur le plan pastoral local, on ignore si c'est Saint-Nizier ou Notre-Dame de la Platière qui constitue l'église paroissiale du burgus carolingien.
L'église est peut-être abîmée lors des conflits entre les Sarrasins remontant la vallée du Rhône au VIIIe siècle et les contre-attaques franques, notamment de Charles Martel. Elle est reconstruite au IXe siècle, sous le règne de Charlemagne, sur l'ordre de l'évêque Leidrade, qui en fait part à l'empereur et l'informe qu'il y a installé un chapitre de chanoines. 
Le quartier de l'église devient le cœur de la bourgeoisie de la ville entre le XIe et le XIVe siècle. Ceux-ci en font leur église principale, en opposition à Saint-Jean et Saint-Just, qui sont celles des élites cléricales et nobiliaires. Ils s'y réunissent, ainsi qu'à la chapelle Saint-Jacquème toute proche, pour prendre les décisions communes. Jusqu'au XIIe siècle, l'édifice est inséré dans une abbaye canoniale où les membres sont astreints à la vie commune, mais non à la pauvreté. 
Pierre Valdo, au XIIIe siècle, en est un paroissien ; ses disciples y mettent le feu en 1253, détruisant alors de nombreuses reliques. Au cours de la seconde moitié du XIIIe siècle, les bourgeois souhaitent l'agrandir, la rénover, en faire le pendant de Saint-Jean en termes de prestige.

#### Construction de l'église gothique

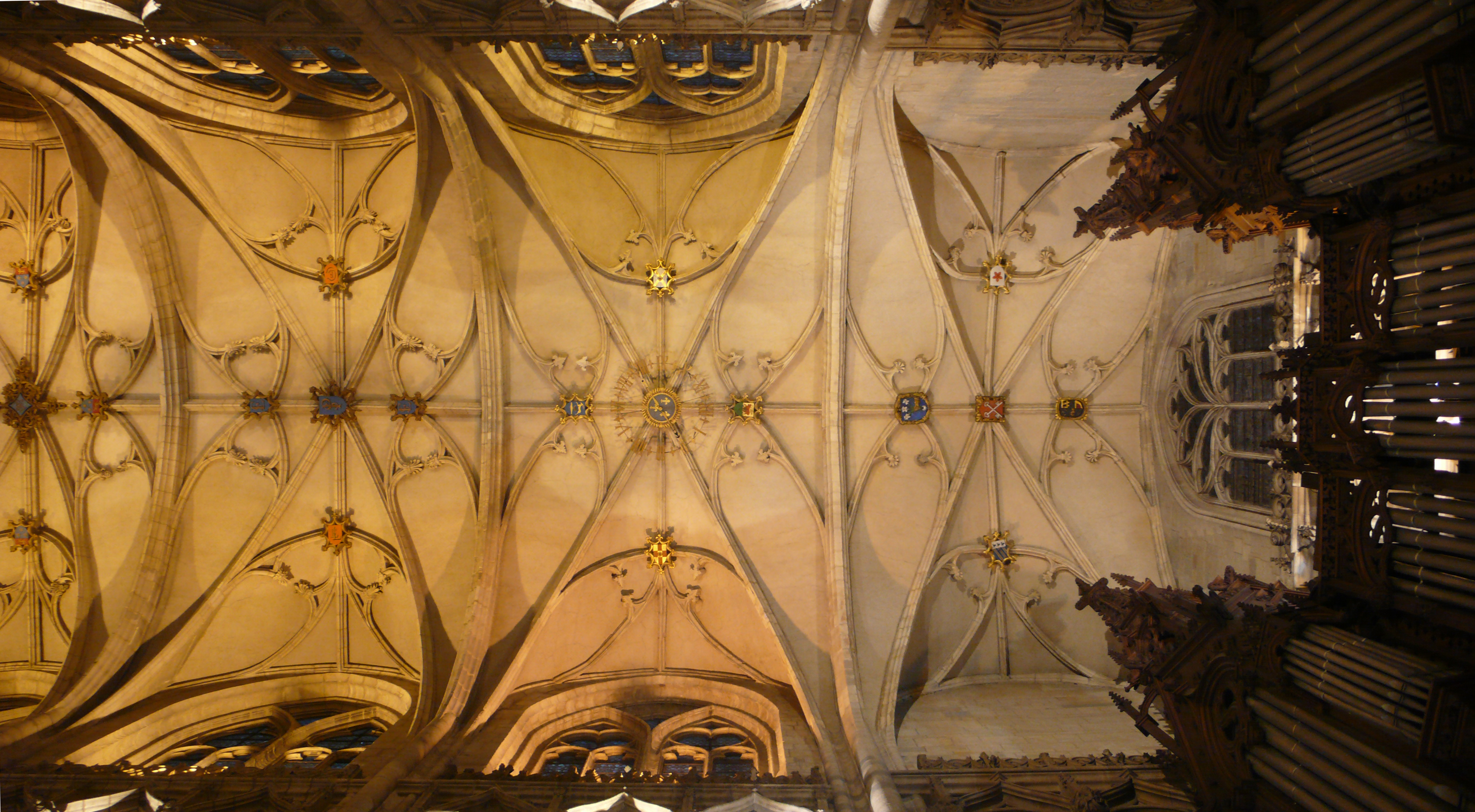
Plafond de l'église.

En 1306, l'archevêque Louis de Villars institua un chapitre canonial, ouvert largement aux familles bourgeoises, qui n'avaient pas accès aux autres chapitres de la ville et, de ce fait, érigea l'église en collégiale,. Les paroissiens médiévaux de Saint-Nizier étaient pour une part importante des bourgeois. Habitants de la presqu'île et donc à l'écart de la tutelle directe de la rive droite, ils cherchaient à s'en émanciper plus encore, notamment de l'influence du chapitre cathédral. Ils affirmèrent donc que Saint-Nizier est la première cathédrale dont Lyon se soit dotée. Les documents l'affirmant, tous rédigés aux XIIe et XIIIe siècles, ont été pris comme témoignage historique au XIXe siècle. Saint-Nizier n'est d'ailleurs pas la seule église française à contester sa primauté urbaine à la cathédrale. De même, Saint-Marcel à Paris ou Saint-Seurin à Bordeaux s'insurgent, pour des raisons plus politiques et économiques qu'hagiographiques ou ecclésiologiques, contre les prééminences des cathédrales de ces villes.
L'église actuelle est commencée au XIVe siècle, et la principale période de sa construction s'étend jusqu'à la fin du XVe. Comme fréquemment, l'avancée de la construction est chaotique et dépend de la fortune des donateurs. Les grandes catastrophes, telles l'épidémie de 1348 ou l'approche des conflits de la guerre de Cent Ans au centre du XIVe siècle, arrêtent plus ou moins les travaux. Pour trouver des ressources, outre les habituels mais irréguliers dons et legs, de l'argent est obtenu en octroyant des concessions aux confréries, ou en louant les espaces pour des boutiques le long des murs, essentiellement sur la face nord, rue de la Fromagerie.
L'édifice est classiquement entamé par le chœur, le transept puis les travées de la nef. Le clocher nord est posé en 1481, en même temps qu'une première horloge construite et entretenue par des artisans lyonnais.
Les récentes études sur l'archéologie du bâti y montrent les nombreuses interactions entre tailleurs de pierres et charpentiers, voire une mainmise de ces derniers sur les prérogatives des premiers. Sont employées notamment les techniques du goujon pour réaliser les claveaux des arcs-doubleaux et celle du dé carré, employée notamment par Philibert Delorme dans le triforium et la voûte de la nef, ainsi que dans le quatrième arc doubleau. Dans le cas de l'utilisation du goujon, la réalisation est techniquement bien effectuée, mais la qualité de la pierre utilisée laisse à désirer (calcaire fragile), ce qui laisse supposer le travail d'un artisan peu expert en maçonnerie et au contraire au fait de la charpente.
D'un point de vue urbain, l'édifice déroge à l'alignement qui s'impose peu à peu comme règle dans la perspective des deux ponts.

#### Place de l'église dans le Lyon médiéval

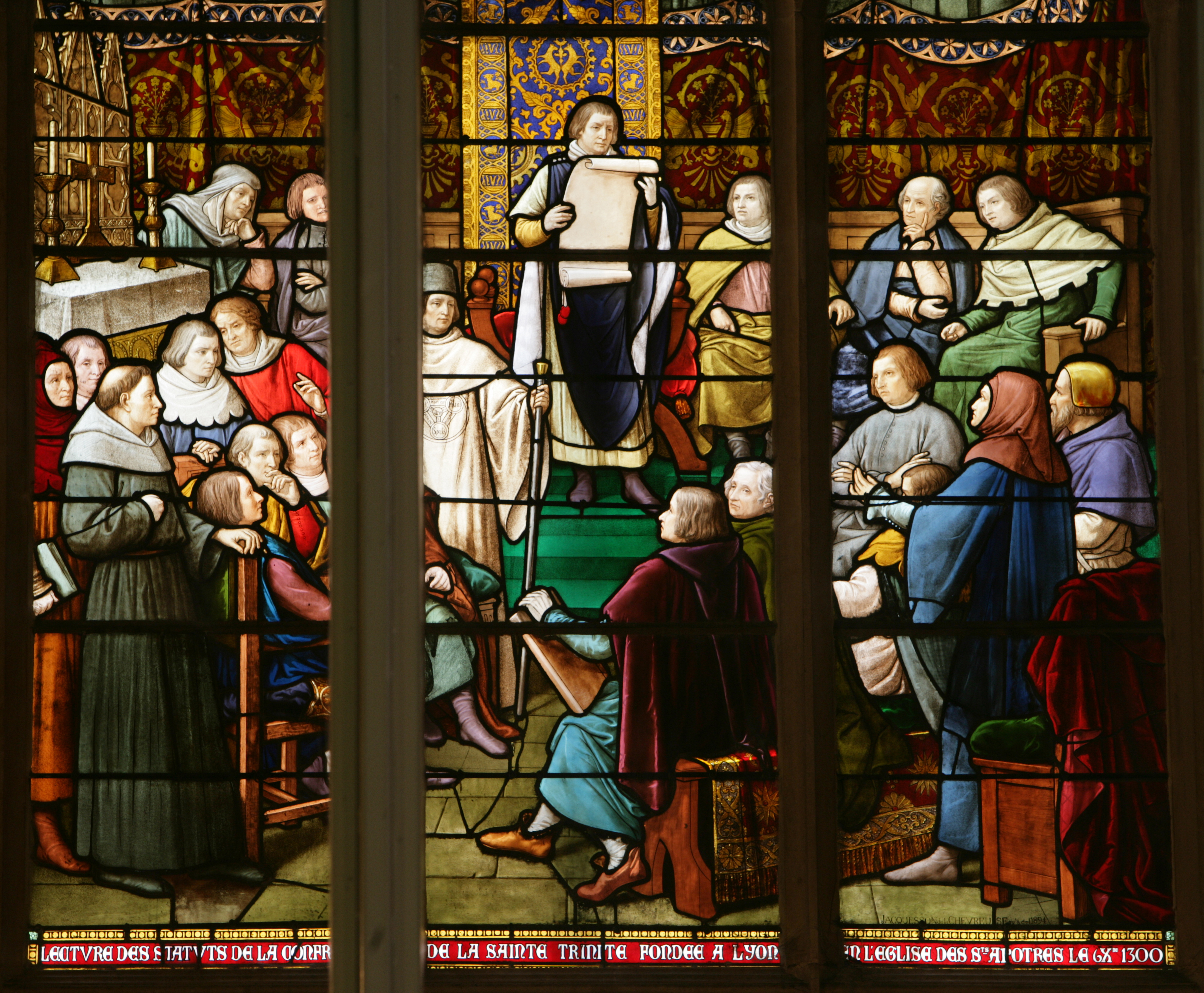
Vitrail contemporain de Lucien Bégule représentant la lecture des statuts de la confrérie de la Sainte Trinité.

De manière plus générale, durant au moins toute la seconde partie du Moyen Âge jusqu'à la Révolution — en fait, durant toute la période sous laquelle la ville est sous le contrôle plus ou moins grand du chapitre cathédral — Saint-Nizier, par opposition à une cathédrale qui rassemble les élites, est l'église du peuple lyonnais,. Cette rivalité de pouvoir, ou tout au moins d'éclat, transparaît également dans l'architecture, les deux édifices cherchant à rivaliser de prouesses architecturales pour éblouir le spectateur, le visiteur, le paroissien et l'éventuel donateur. Cette division entre les rives droite et gauche de la Saône culmine en 1269-1270 avec le conflit armé entre les bourgeois lyonnais et le chapitre. Ulcérés par le règlement du conflit plus favorable à ce dernier qu'à leur camp, les notables lyonnais choisissent de rediriger leurs dons à la reconstruction de Saint-Nizier plutôt qu'à celle de la primatiale saint-Jean.
Entre 1360 et 1390, la cure de Saint-Nizier est détruite. Ces destructions ont été imputées par l'historiographie du mi-XXe siècle aux ravages de la guerre de Cent Ans ; les études plus récentes tendent plutôt à incriminer les révoltes locales de la population lyonnaise contre les élites urbaines et surtout les fonctionnaires royaux.

#### Le registre de Saint-Nizier
Le livre médiéval des comptes du chapitre de Saint-Nizier a été préservé. Il montre que l'église possédait, depuis 1305, une riche collection de tissus précieux utilisés pour les cérémonies, et que chaque chanoine s'engageait par serment à fournir de nouvelles étoffes au trésor du chapitre. 
La location des draps mortuaires devient vite une source de revenus. En 1338, il est spécifié que nul cercueil ne pourra pénétrer dans le chœur de l'église s'il n'est recouvert d'un drap valant au moins dix florins d'or. À cette location s'ajoute la vente de la cire des cierges qui peut atteindre des sommes importantes.
Ce registre a été étudié par Georges Guigue, et publié en 1899. Outre les comptes en latin, il contient aussi une liste des décès de la paroisse. En 1912, le médecin J. Drivon est le premier à montrer que ce registre permet d'observer le début des ravages de la peste noire à Lyon, dans la paroisse de Saint-Nizier. 
En 1976, J. N. Biraben en conclut que la paroisse de Saint-Nizier avait alors une population, en année normale, de trois à quatre mille habitants répartis selon un large éventail socio-professionnel ; et que la peste emporte en quelques mois de 1348 près de 25 à 30 % de la population.

### Renaissance et époque moderne

#### Renaissance
Durant la Renaissance, Saint-Nizier est l'église de l'élite bourgeoise et consulaire de la cité. Entre 1461 et 1512, le consulat se réunit pour ses assemblées officielles dans la chapelle Saint-Jacques de l'église, ou investit même la nef s'il y a trop de monde. À partir de 1486, la compagnie des archers lyonnais, placée sous la protection de saint Sébastien, s'installe dans la chapelle Saint-Germain. Le quartier de Saint-Nizier est aussi, à la fin du XVIe siècle, le quartier majoritairement protestant de Lyon. Environ la moitié de la population s'y revendique huguenote.
Après la reconstruction du XVe siècle, le patrimoine artistique de Saint-Nizier a été presque entièrement dispersé ou détruit au moins à deux reprises : en 1562 par les bandes huguenotes du baron des Adrets qui pillèrent notamment les tombes des évêques de Lyon, ainsi que des statues, puis au XVIIIe siècle lors de la Révolution française. La perte de nombreuses œuvres d'art ou de reliques a malheureusement été irréparable et seule une minorité d'entre elles est parvenue jusqu'à nous. Paradoxalement, l'épisode de 1562 enrichit provisoirement l'église sur un autre plan : les cloches de la basilique Saint-Just, retirées par le baron des Adrets avant la destruction de l'édifice, étaient venues enrichir le patrimoine de Saint-Nizier. Le chapitre de Saint-Just, toutefois, réclame ces cloches pour qu'elles desservent la nouvelle église Saint-Just rebâtie en lieu et place de l'ancienne basilique. 

#### Époque moderne

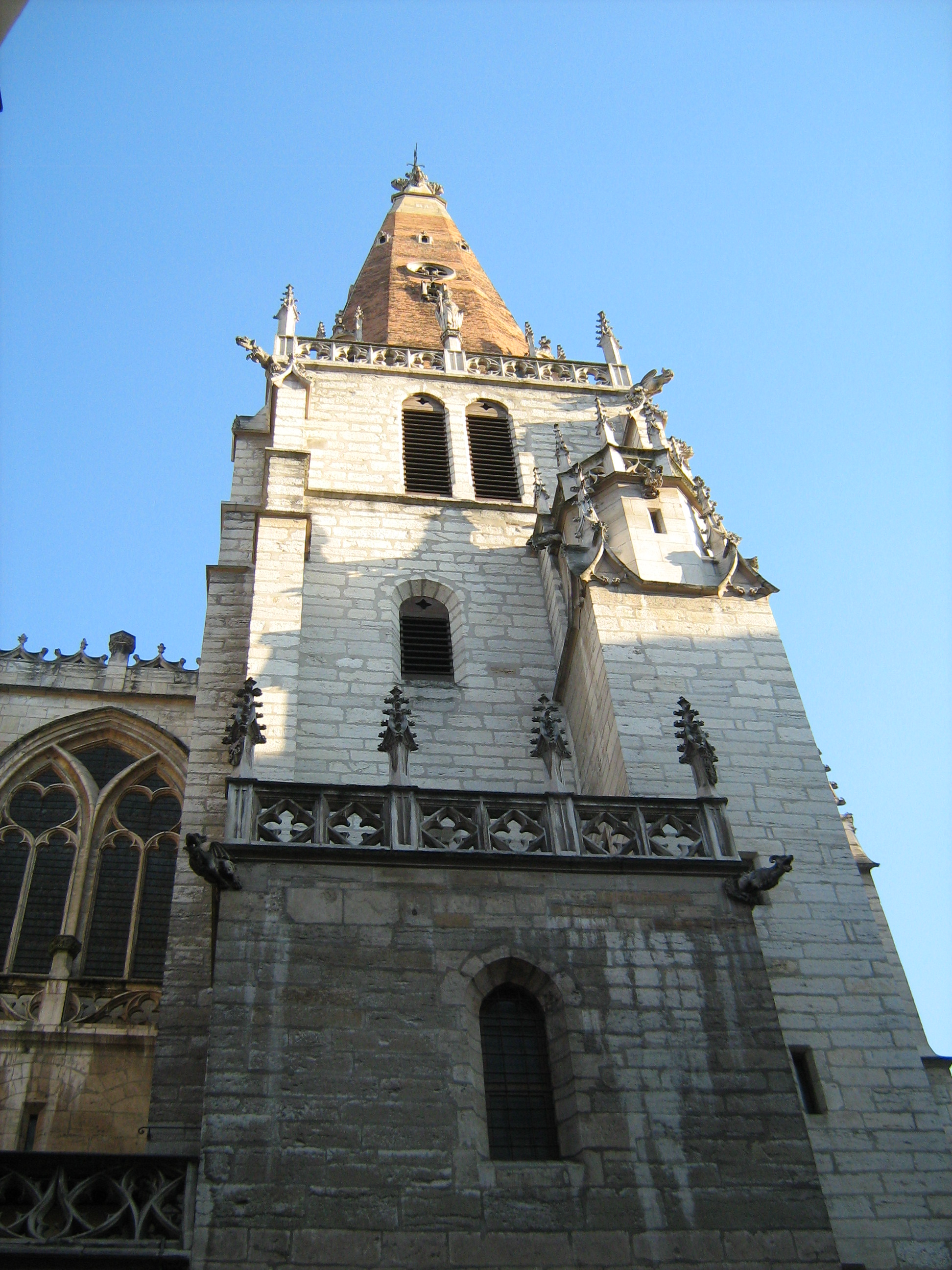
Tour nord, seul clocher existant durant les premiers siècles d'existence de l'église.

L'église est enfin achevée en 1590, mais elle n'a encore qu'un seul clocher sur la tour nord. C'est la cloche de celle-ci, le « gros Séral », qui sert à appeler les citoyens aux réunions municipales. L'église est choyée par les élites bourgeoises de la ville et dotée d'un personnel clérical pléthorique. Vers 1680, plus de soixante religieux sont au service de l'église.
Au XVIIe siècle, le peintre flamand Adrien Dassier est sollicité pour une commande de six tableaux illustrant la vie de la Vierge. Destinés à décorer les murs de l'abside, il n'en reste de nos jours aucun, le seul encore connu est celui ornant actuellement l'église Saint-Pierre de Vaise.
À la fin du XVIIe siècle, le chapitre de Saint-Nizier décide de changer d'horloge et en fait construire une par les frères Mayet situés dans le Jura. Il s'agit alors d'une horloge à balancier qui mesure plus de 8,90 m.
Sous l'absolutisme, le choix de l'église où se déroulent les cérémonies officielles municipales, montre la continuation de la lutte entre un pouvoir municipal qui continue de préférer Saint-Nizier en réaction à un pouvoir aristocratique qui a investi la cathédrale. Au cours de cette période, la paroisse Saint-Nizier est de très loin la plus importante de la ville, puisqu'elle compte environ un tiers de la population lyonnaise (plus exactement, 41 % en 1700 et 33 % à la veille de la Révolution, en 1785). Cette densité ne va pas sans poser des problèmes nombreux, en particulier des problèmes sanitaires. Environ sept cents paroissiens de Saint-Nizier décèdent chaque année. Les visites de salubrité des cimetières de 1777-1778 révèlent qu'aucun corps n'est enterré en bière dans le cimetière de l'église, et que l'épaisseur de terre recouvrant les corps varie entre quatre pouces (dix centimètres) et un pouce (deux centimètres et demi). Le cimetière attenant à l'édifice ne mesure en effet que 692 mètres carrés ; il est toutefois presque doublé d'une crypte funéraire de 568 mètres carrés. Outre les graves conséquences sanitaires qu' engendre une telle promiscuité funéraire, le cimetière se trouve, par l'ajout continuel de nouveaux corps, « surélevé de plus de sept à huit pieds par-dessus de la rue ».

#### Révolution française
À la fin du XVIIIe siècle, Saint-Nizier est marqué par la figure militante du prêtre Jacques Linsolas (1754-1828). À partir de 1783, il y anime une « association de jeunes gens » à la piété reconnue, puis, animé d'une ardeur missionnaire, il s'inscrit aux cours des Missions étrangères de Paris en 1788 avant de renoncer et de revenir à Lyon l'année du début de la Révolution. Prêtre réfractaire à la Constitution civile du clergé, il continue son œuvre militante dans la clandestinité ou, à certaines occasions, publiquement. Ainsi, sans avoir prêté serment à la Constitution, il prononce illégalement le 16 mars 1791 une conférence de Carême ; il avait appelé précédemment et de manière explicite ses paroissiens à prier pour l'« archevêque » de Lyon, titre officiellement aboli. Le 16 mars, sa présence et sa prédication entraînent une bagarre généralisée dans l'édifice, qui se termine par l'intervention de la Garde nationale, l'évacuation de l'église et l'arrestation de Linsolas et de deux autres prêtres, qu'on enferme pour trois mois en prison. Pendant son incarcération, Antoine-Adrien Lamourette, prêtre jureur nommé évêque constitutionnel de Lyon, célèbre la fête liturgique de saint Nizier dans l'église ; il est verbalement pris à partie par deux dames du groupe de Linsolas.
En 1791, un décret de l'Assemblée nationale restreint le nombre de paroisses à dix à Lyon, l'église Saint-Nizier restant au centre de la sienne et a alors pour succursale l'église Saint-Bonaventure.
Durant le siège de Lyon, le bombardement abîme l'édifice, notamment les voûtes et le clocher. Des émeutes anticléricales saccagent l'intérieur, puis l'édifice est utilisé comme dépôt de farine. En 1796, un projet prévoit même de la transformer en passage commercial. À la fin de la Révolution, l'état de la cathédrale est si mauvais (verrières enlevées ou détruites, étanchéité de la couverture déficiente, infiltrations d'eau généralisées, sculptures du portail délabrées) que Saint-Nizier est provisoirement utilisée comme cathédrale par un clergé constitutionnel anémique. Elle bénéficie alors rapidement de premières restaurations des dégâts causés par les bombardements, grâce à l'action des fabriciens. La liturgie y reprend avec les prêtres jureurs, l'évêque constitutionnel Claude Primat fait de Saint-Nizier le siège métropolitain du clergé assermenté.

### Époque contemporaine

#### XIXesiècle

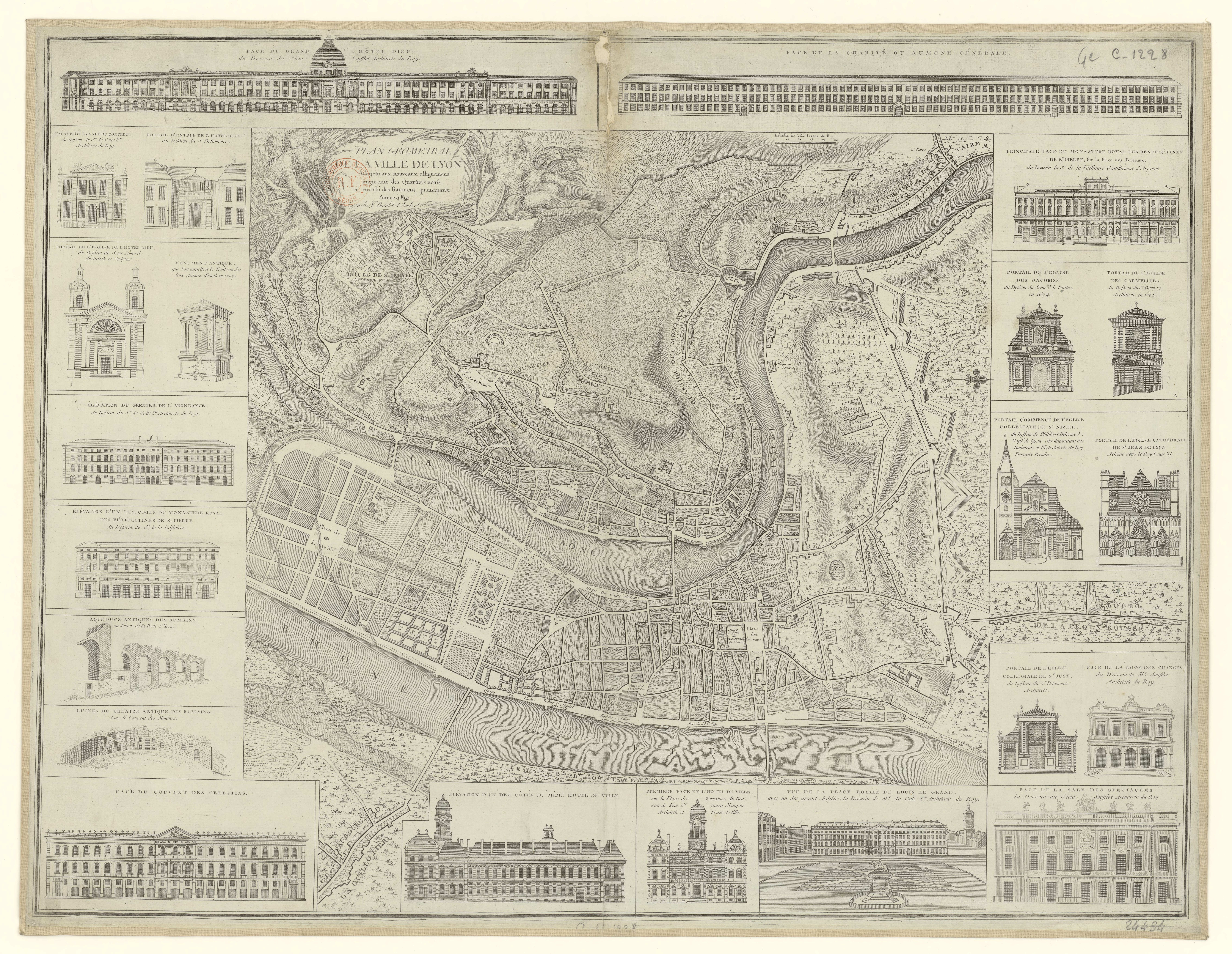
Plan géométral de Lyon représentant l'église avant qu'elle n'ait sa seconde tour.

Le culte est rétabli dans la cathédrale le 6 juin 1802, jour de la Pentecôte. Durant un certain temps, les grandes cérémonies lyonnaises sont organisées ici en attendant que la cathédrale Saint-Jean soit totalement réparée.
Rapidement, le relèvement des fortunes des bourgeois du quartier ainsi qu'une ferveur religieuse renouvelée permettent non seulement la réparation de l'église mais également l'achèvement de la façade ouest. Pour compléter ces sources de revenus, des boutiques sont rapidement installées contre le chevet pour générer d'intéressants loyers. Ces travaux s'inscrivent dans un style gothique pleinement porté par le mouvement romantique alors dominant. Les sacristies sont édifiées par les architectes de la ville, Pascal Gay et Louis Cécile Flacheron. Les décors de ces chapelles sont réalisés par des lyonnais importants à l'époque : le peintre Pierre Révoil et le sculpteur Joseph Chinard. Le clocher sud est édifié entre 1843 et 1857, en même temps que le fronton central. La crypte actuelle est achevée en 1883. Les vitraux sont reconstruits à cette époque, et de nombreux aménagements intérieurs et mobiliers enrichissent alors l'église. 
En 1847, une partie de la paroisse de Saint-Nizier est rattachée à celle de la cathédrale, lourdement déficitaire à cause de la paupérisation de la rive droite de la Saône et des lourds travaux de restauration entrepris sur Saint-Jean. L'archevêque espère que les dons des fidèles plus aisés de la presqu'île permettra un rééquilibrage financier au profit de la primatiale ; ce rééquilibrage se révèle malgré tout insuffisant. Un recensement de la paroisse vers 1830 permet de savoir que celle-ci compte alors environ 25 000 habitants.
Saint-Nizier fait partie de la première liste des monuments historiques.

#### XXesiècle
Le 2 juin 1975, entre cent et deux cents prostituées lyonnaises investissent l'église Saint-Nizier. Elles témoignent face aux journalistes, à la fois en tant que femmes et mères, et leur témoignage est retranscrit sur écrans à l'extérieur de l'édifice, pour les passants. Leurs revendications sont multiples : protestation contre l'excessive répression policière, voire contre les abus du type « policiers proxénètes » ; contre le peu d'empressement dont les forces de l'ordre font preuve pour rechercher les auteurs des meurtres de trois d'entre elles ; loi condamnant à la prison les récidivistes du délit de racolage passif. Le mot d'ordre des manifestantes est « Nous sommes toutes des prostituées » : la revendication est féministe et veut affirmer que les femmes subissent toutes un joug masculin s'apparentant à une forme de prostitution,.
À partir de 1973, des travaux de rénovation ont été engagés par la direction des Monuments historiques et la ville de Lyon. Depuis 1983, la paroisse est confiée à la fraternité monastique de Saint-Nizier. En 1996, c'est la communauté de l'Emmanuel qui prend le relais.

## Architecture et décoration

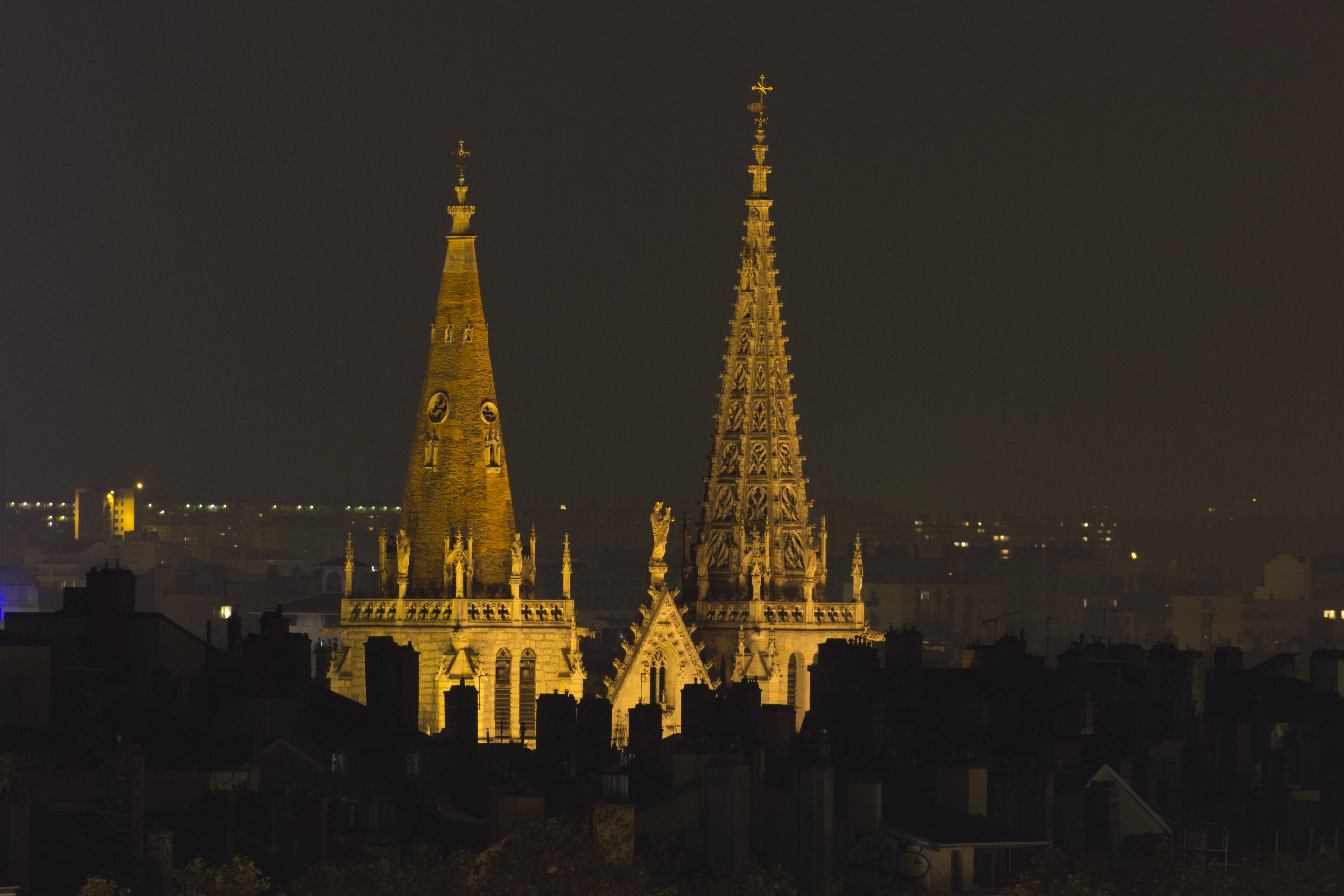
Les flèches asymétriques de l’église.

La silhouette de Saint-Nizier est particulière avec ses deux flèches asymétriques. L'église est principalement bâtie dans un style gothique flamboyant qui n'a pas d'équivalent à Lyon. Le bâtiment dans son ensemble est construit, pour les parties basses avec des pierres en calcaires durs soit de récupération d'édifices romains, soit de Villebois ; et pour les parties hautes d'origine en pierre de type Lucenay. Les ajouts du XIXe siècle sont en pierre de Tournus

### Extérieur

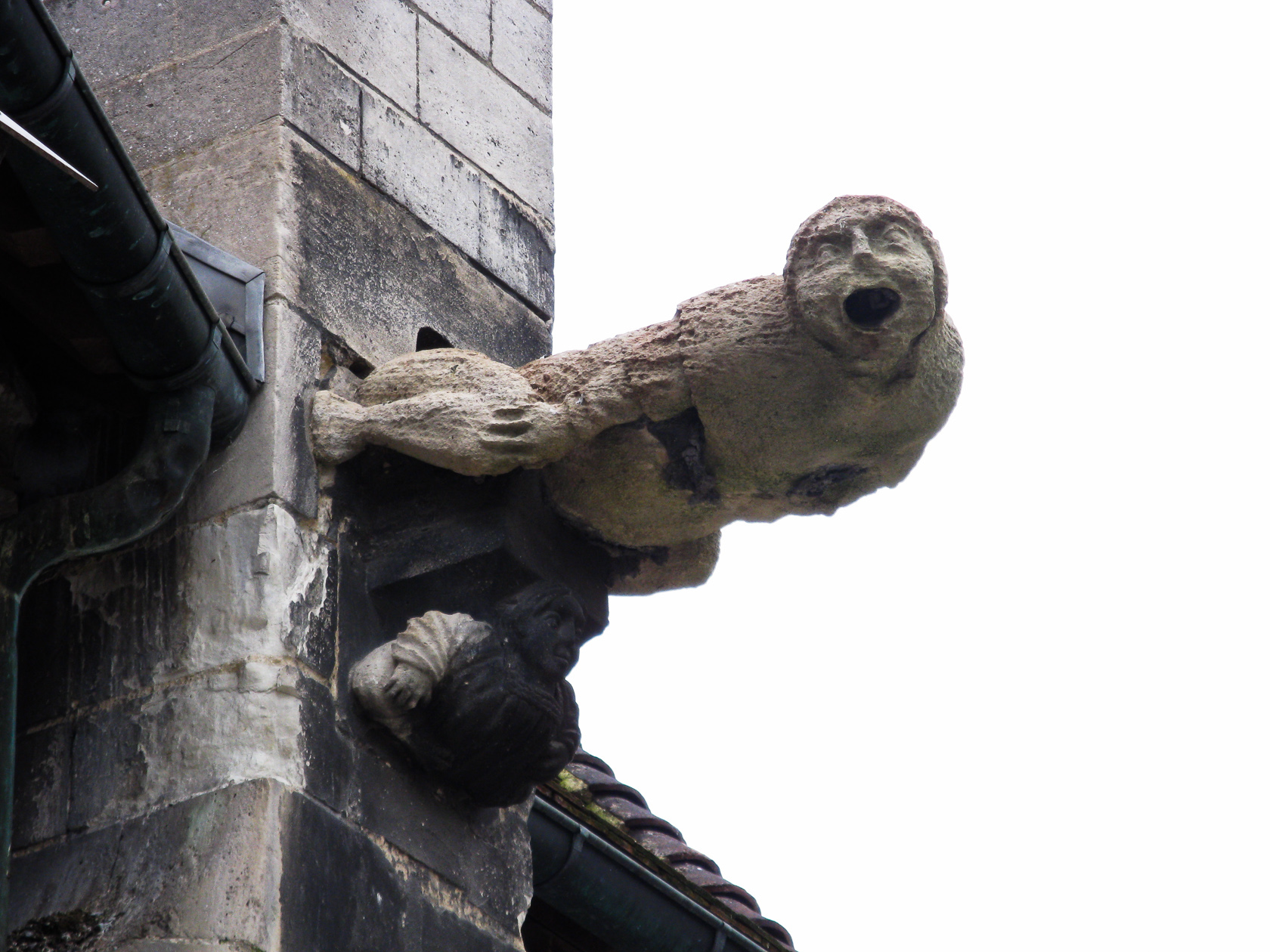
Gargouille

La décoration extérieure de l'église Saint-Nizier correspond à tous les caractères du gothique flamboyant, avec de nombreux ornements, des décors en torsade ou flamme, et de multiples sculptures figuratives, dont les gargouilles.

#### Façade occidentale
La face ouest de l'église se présente avec un imposant portail central soutenant un fronton et flanqué de deux clochers à flèches. Contrairement au reste de l'édifice, cette partie ne présente pas d'unité de style. Composée de trois styles successifs, les architectes sont néanmoins parvenus à lui conférer une belle harmonie d'ensemble.
La tour Nord est achevée de la fin du XVe siècle et est façonnée en gothique flamboyant. Divisée en trois niveaux, sa part basse contient le portail, sa part centrale est occupée par l'horloge desservie par une galerie et le haut abrite les cloches et une flèche de briques roses. 
Le centre de la façade est occupé par un portail de style Renaissance, style rare à Lyon. Il a été réalisé par Jean Vallet, élève de Philibert Delorme, un des introducteurs de ce style en France, et qui a notamment réalisé à Lyon l'Hôtel de Bullioud. Encadrant la porte centrale, ce porche est porté par quatre colonnes doriques cannelées et est en forme de cul-de-four très originale. La cavité est constellée de plus de deux cents caissons de pierre ornés de fleurs ou de visages d'anges avec au centre en haut, le buste du Dieu créateur. La porte d'entrée centrale est surmontée d'un texte latin signifiant : « dans son temple tous proclament sa gloire » ; à sa gauche et sa droite se trouvent deux extraits de la Bible : issu à gauche du chapitre 20 du livre de l'Exode et évoquant la remise du Décalogue à Moïse et issu à droite du chapitre 12 de l'Évangile selon Marc concernant les vignerons homicides. Les écritures des textes latéraux de la porte sont de taille décroissante pour des raisons encore inconnues.
La tour sud a été édifiée au milieu du XIXe siècle. Imaginée en style néogothique par l'architecte Benoit père, qui suit pour son inspiration les préceptes de Viollet-le-Duc. Le corps de la tour est symétrique de la tour nord, mais le clocher est en style flamboyant en pierre de Tournus. Pour réaliser cette tour, il a fallu détruire une ancienne porte de style Renaissance contemporaine de l'entrée principale, qui a été remplacée par l'actuelle porte gothique dont les ornements n'ont pas été achevés.

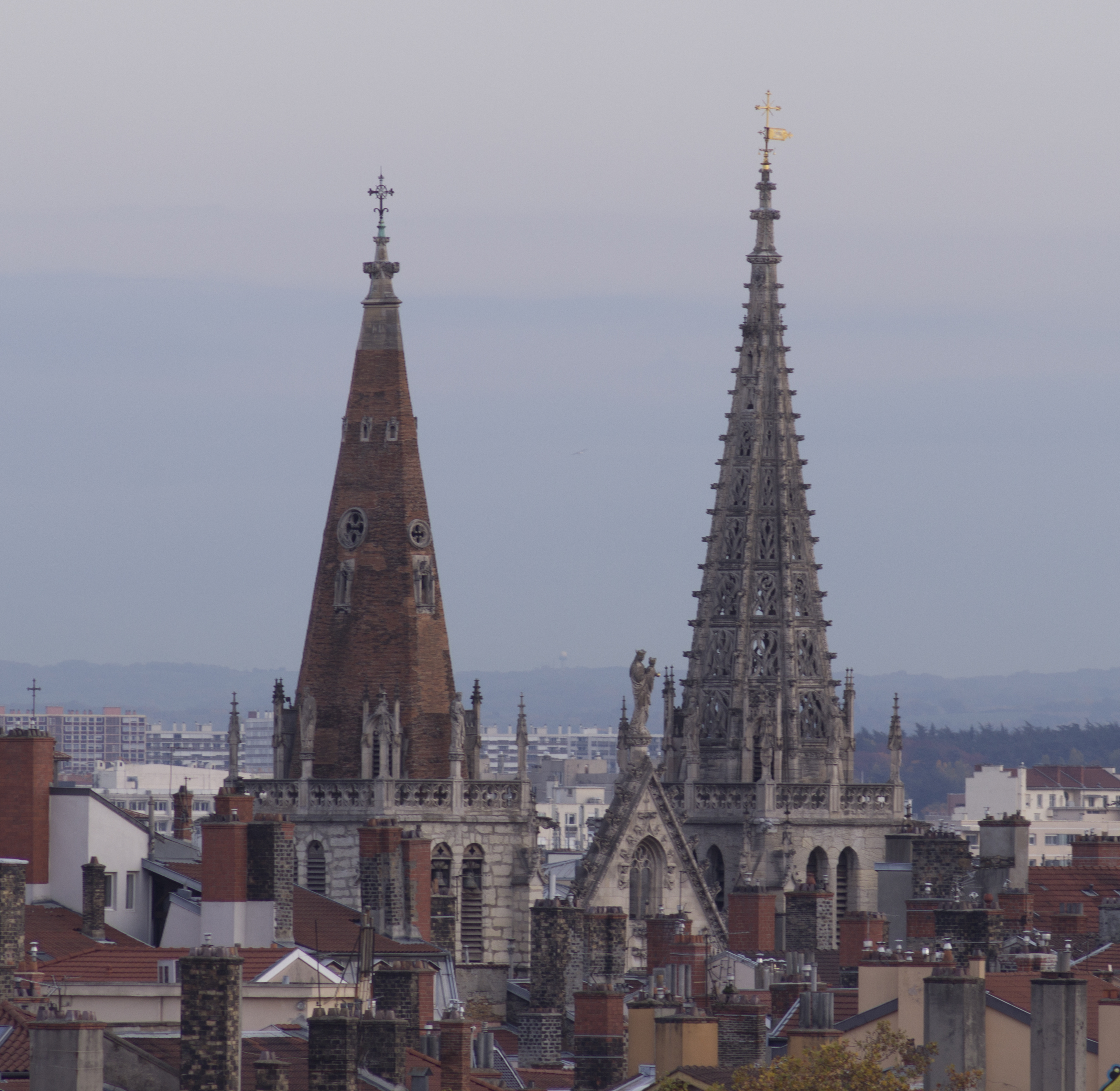
Les flèches de Saint-Nizier
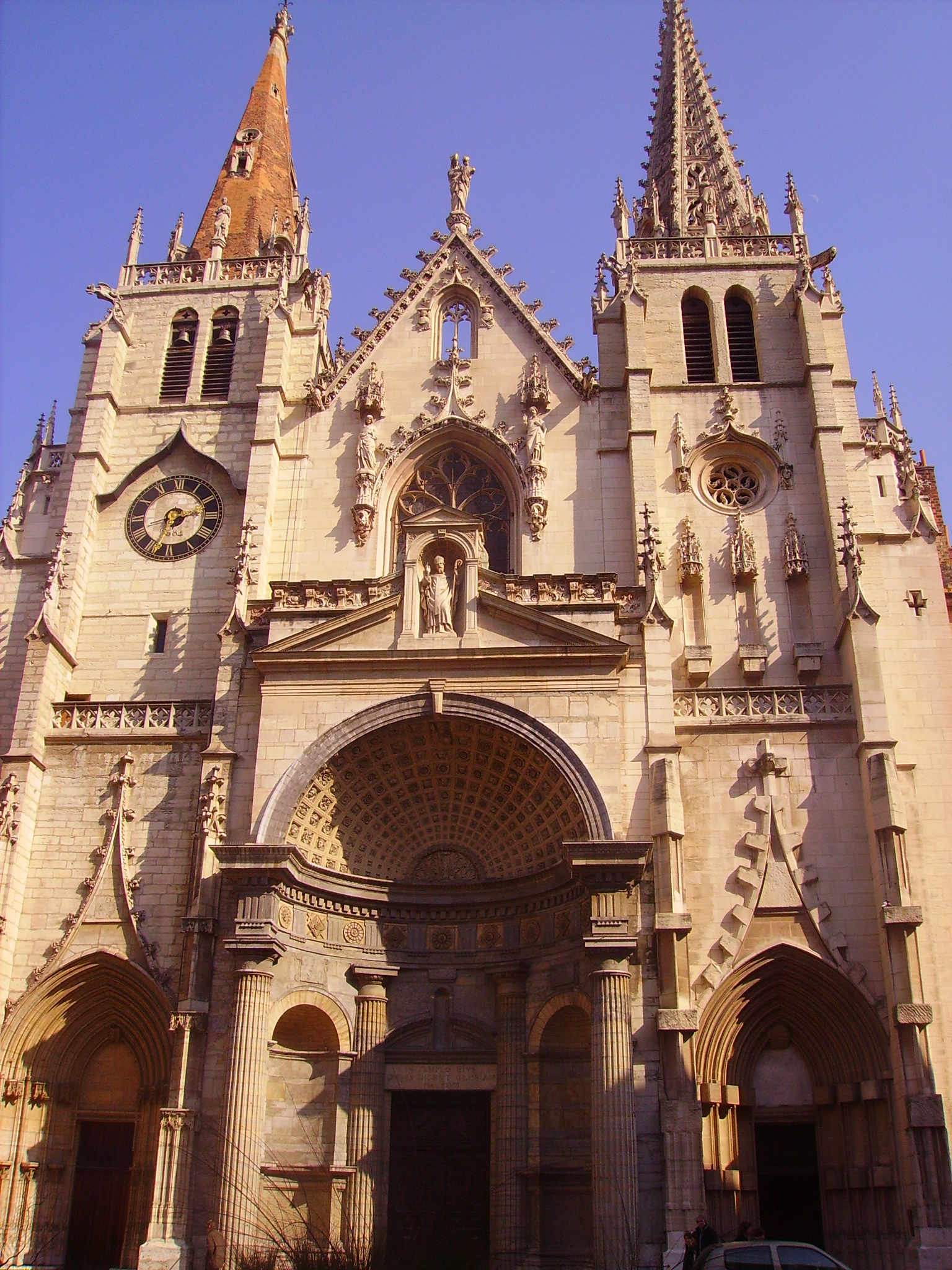
Vue d'ensemble de la façade ouest
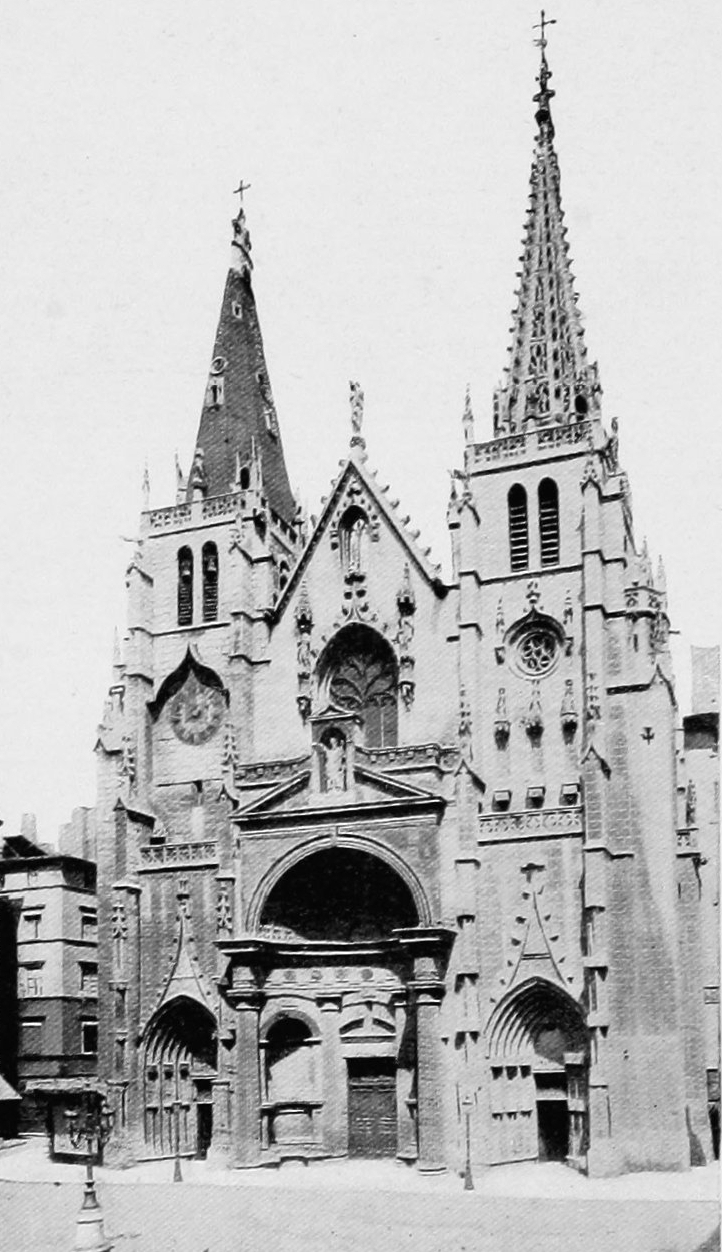
Façade de Saint-Nizier en 1901
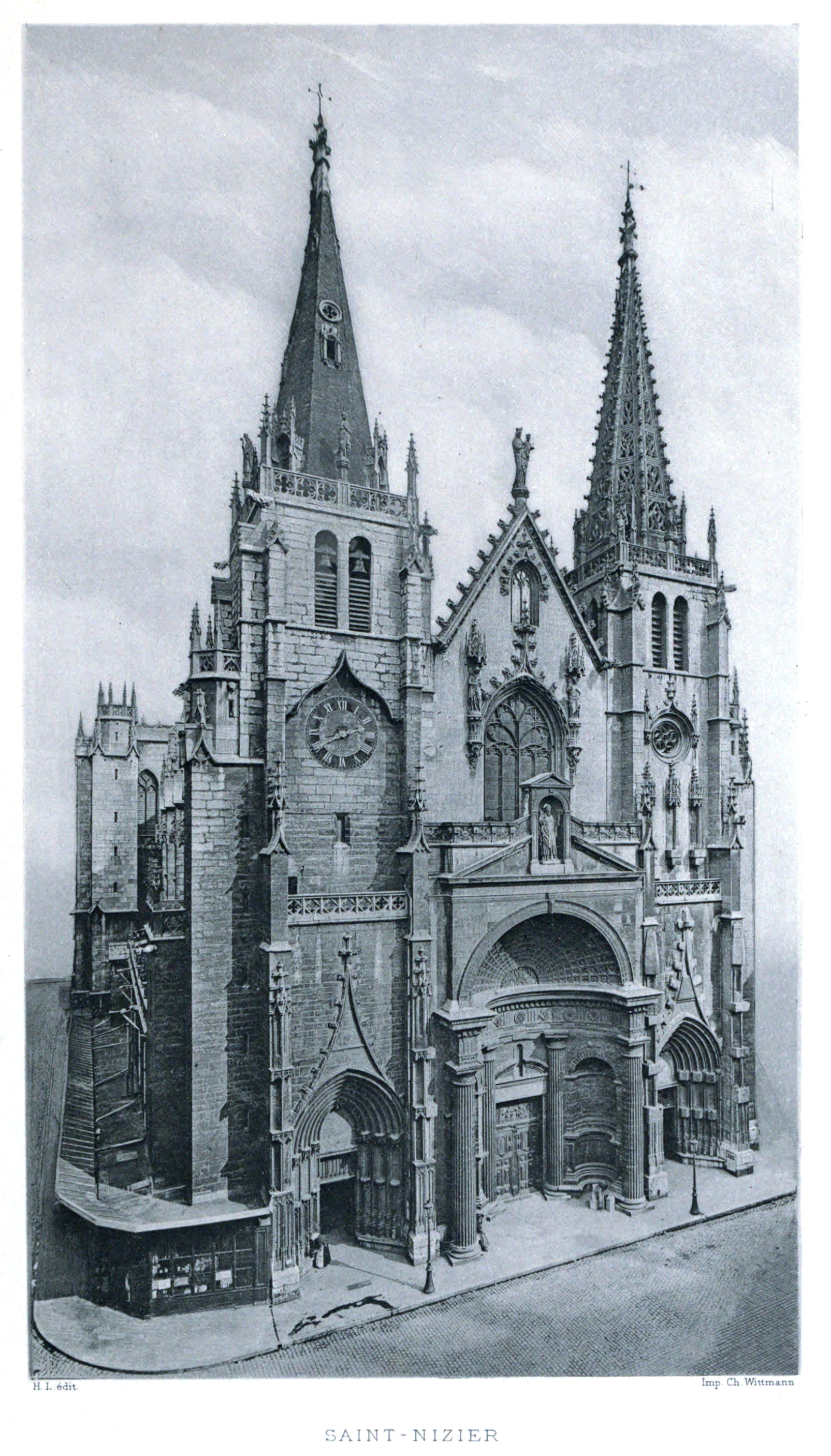
Gravure de Saint-Nizier de 1908

Plusieurs statues ornent cette façade, les trois au-dessus du porche, sainte Anne à gauche, saint Joachim à droite et saint Nizier au centre ont été réalisées par Joseph-Hugues Fabisch, et la Vierge à l'Enfant qui se trouve au sommet du gâble est de Jean-Marie Bonnassieux.

#### Façades latérales et chevet
Le chevet pentagonal et les bras du transept sont les parties les plus anciennes de l'édifice. Contre le chevet se tient une sacristie réalisée en 1817 en style lombard par l'architecte Flacheron. Cette partie est actuellement tenue par une boutique, comme il en existait de nombreuses autrefois tout le long de l'église.
La façade nord, qui longe la rue de la Fromagerie, une des plus anciennes rues de la presqu'île, est décorée de cinq grandes fenêtres latérales dotées de remplages et d'arcs-boutants doubles. Ces derniers s'appuient sur de fortes culées pourvues de niches vides. L'ensemble est rehaussé par le balustre qui enserre toute l'église. Le transept nord est garni dans sa partie haute d'une rosace. Une fenêtre comblée se situe dans sa partie basse.
La façade sud est symétrique de la nord, mais le flanc est toujours complètement inséré dans les bâtiments voisins. Ces bâtiments formaient l'ensemble canonial jusqu'au XVIIIe siècle, dont il ne reste rien de nos jours. Au niveau du transept sud, il reste la trace du passage pour aller au cloître en traversant une salle appelée à l'époque l'aula dominorum.

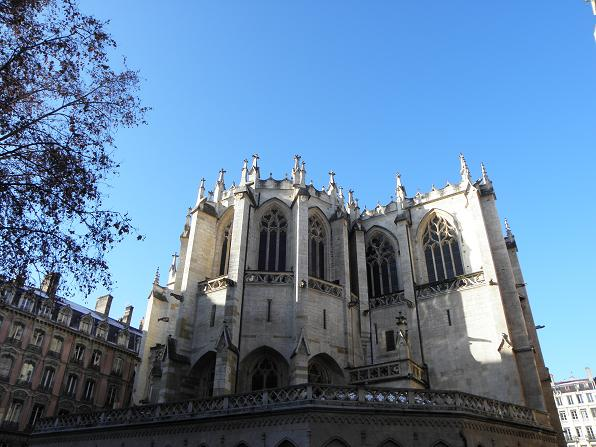
Chevet et haut de la sacristie
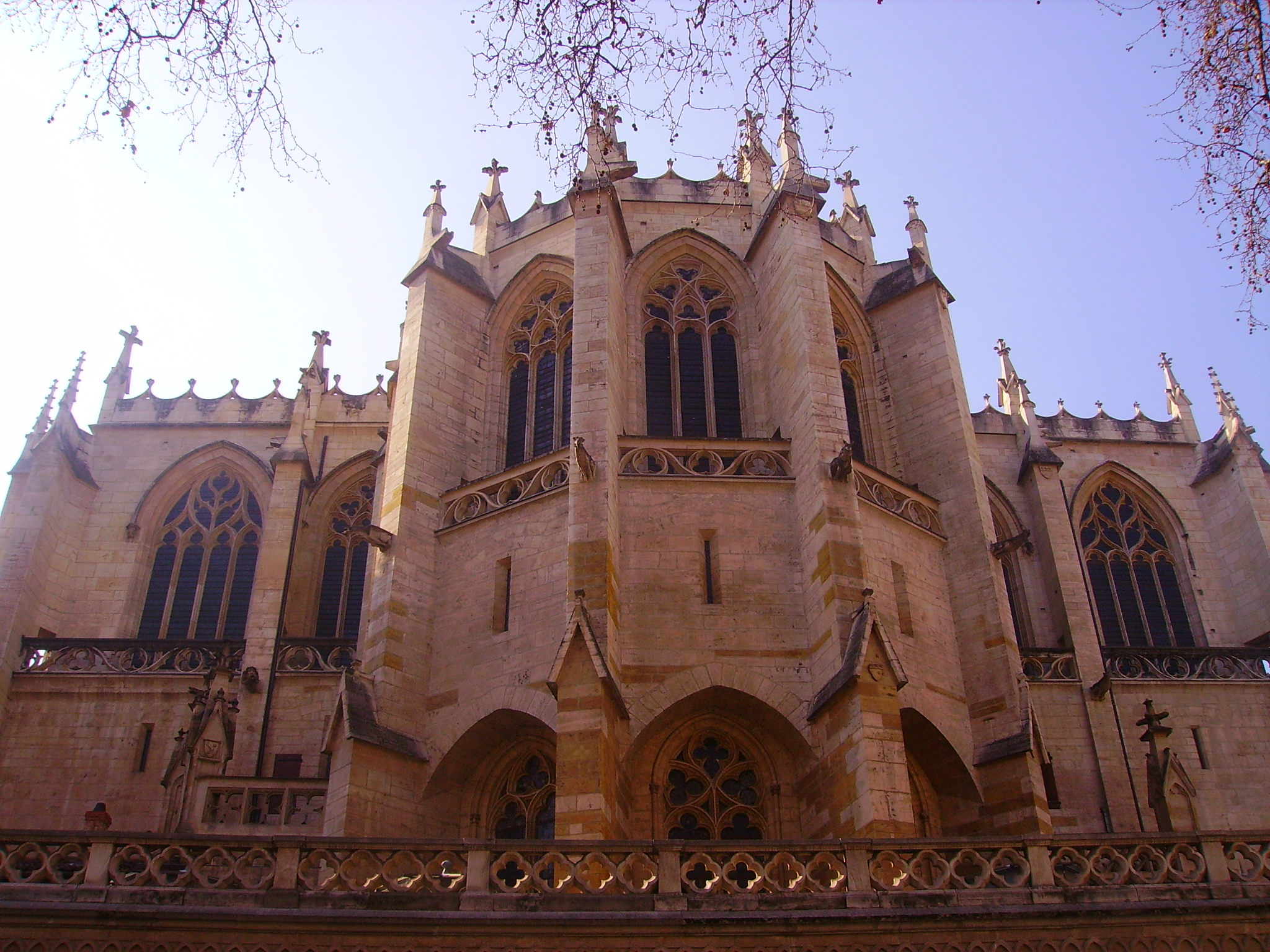
Le chevet et le haut de la sacristie
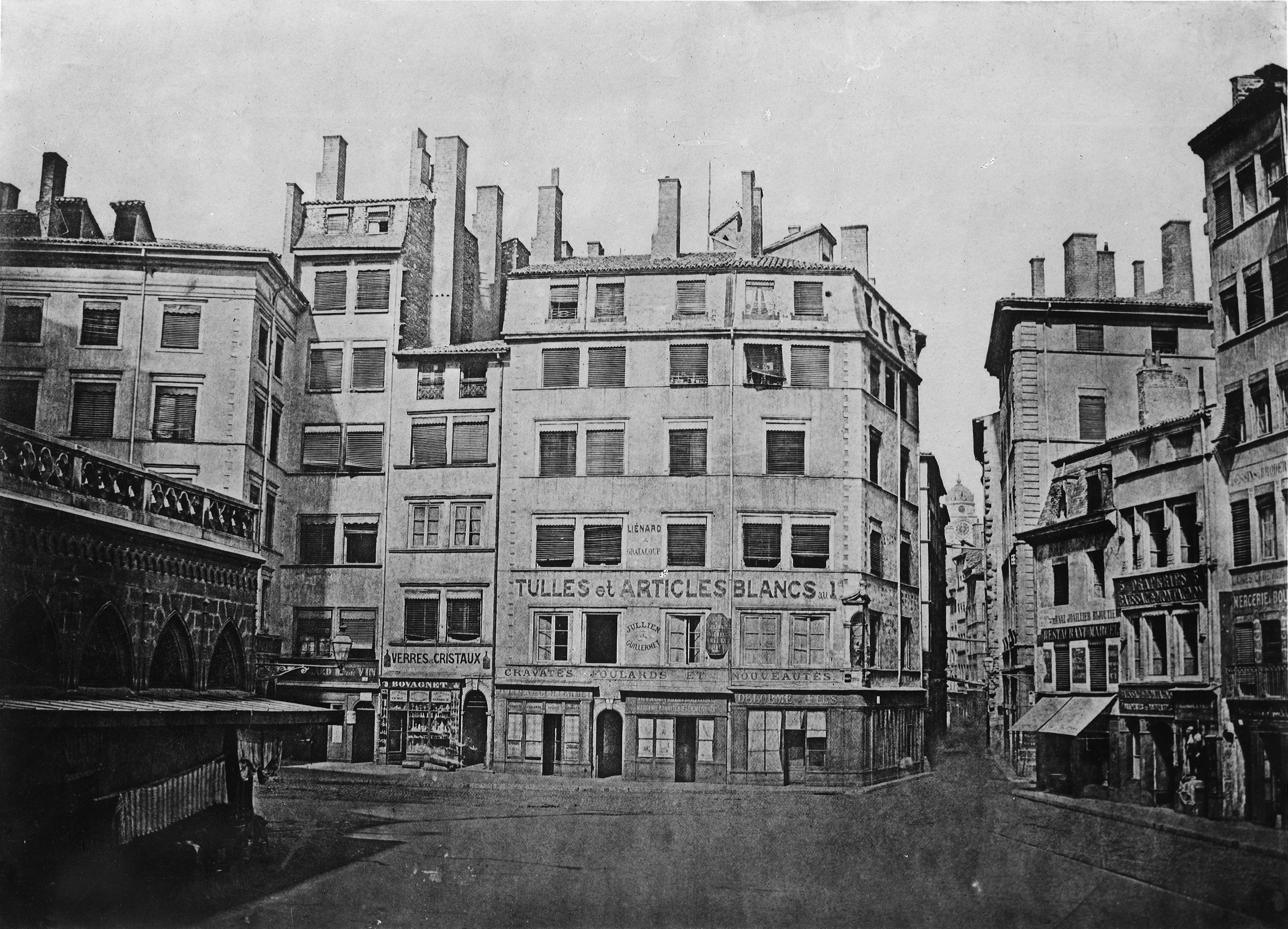
La sacristie (à gauche)
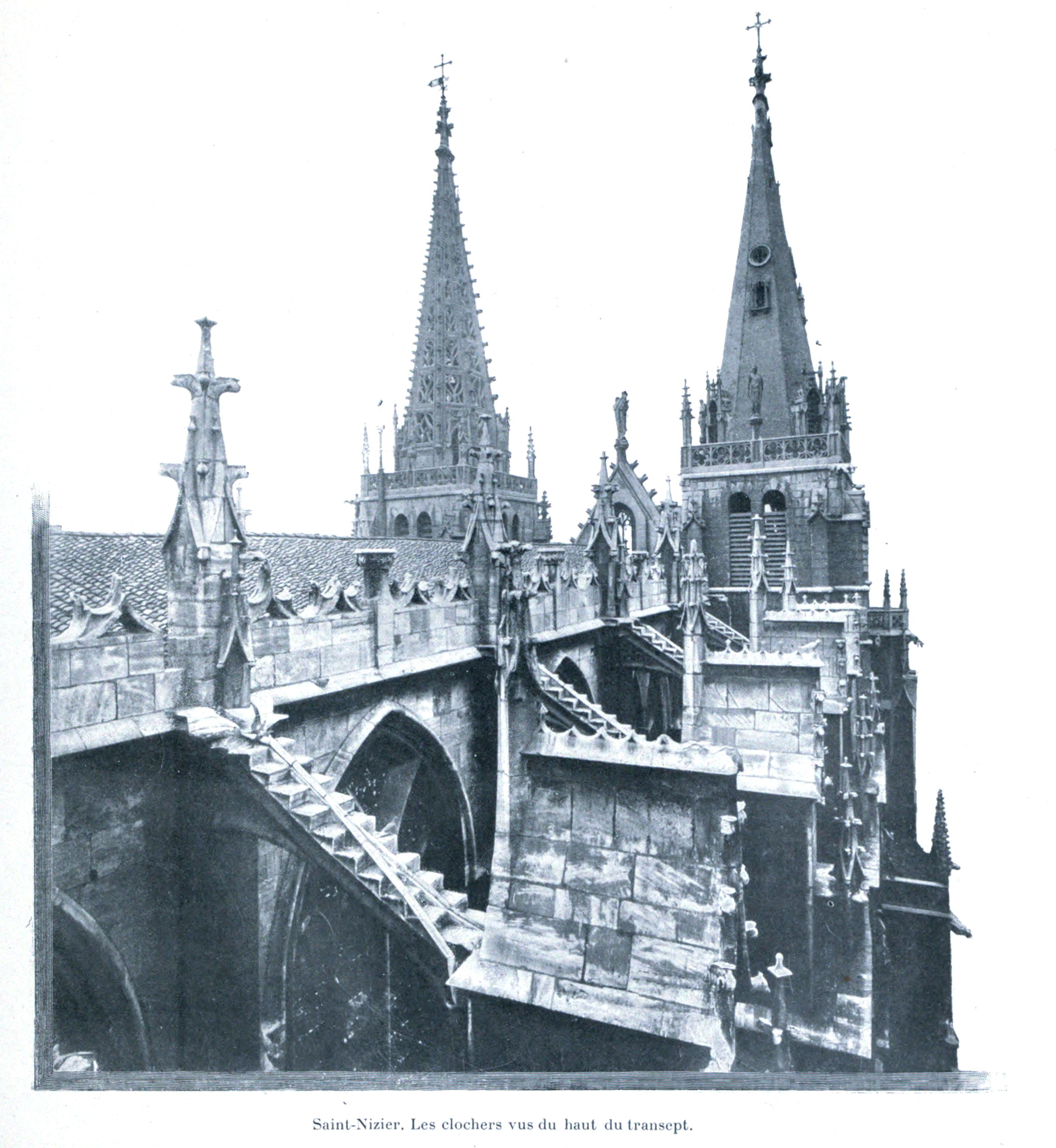
Ornements du toit et des flèches
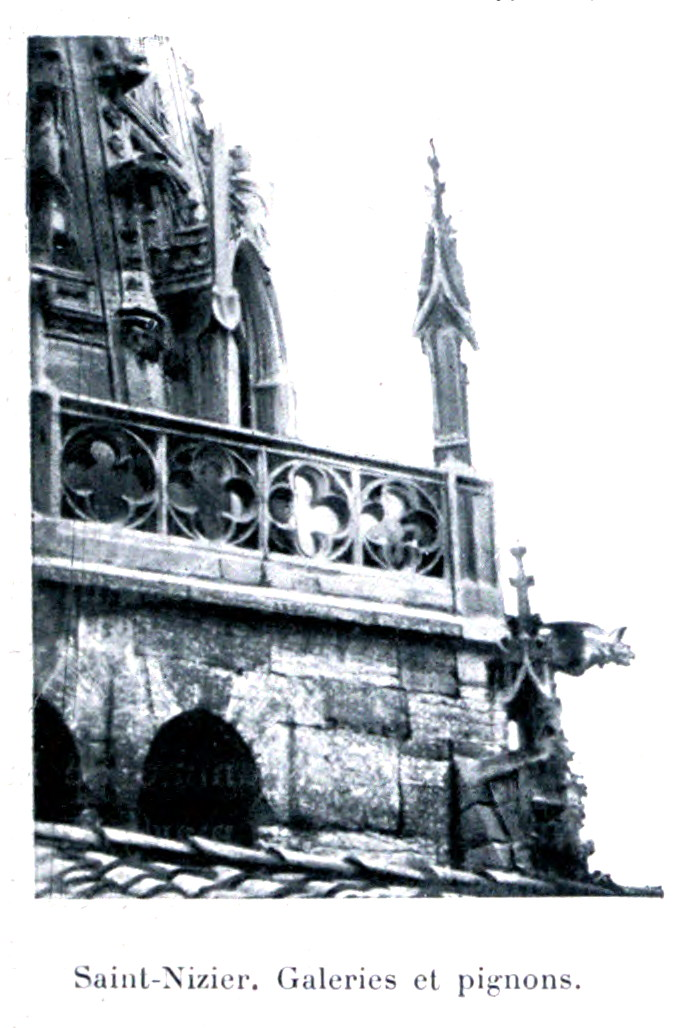
Galeries et pignons
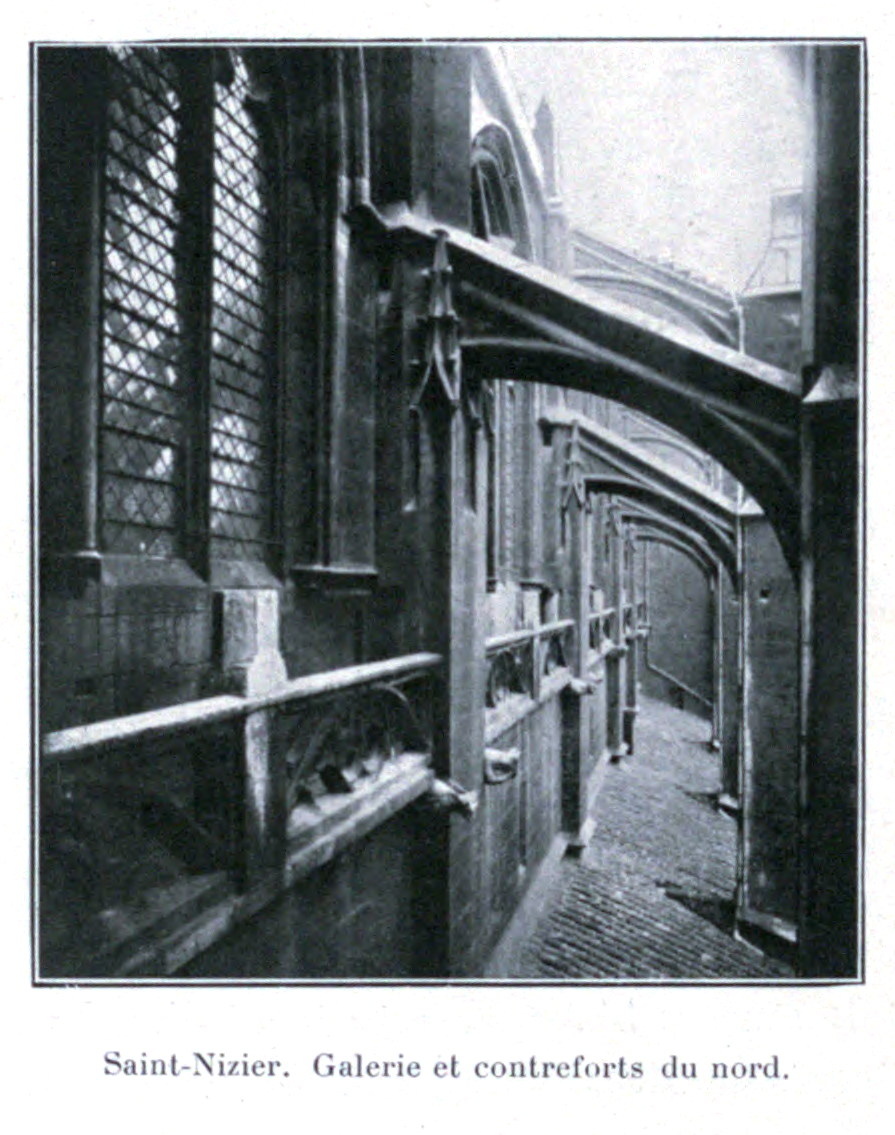
Arcs-boutants

### Horloge
Le clocher Nord de l'église Saint-Nizier possède une horloge à balancier dont le mécanisme a été construit en 1684 par des horlogers du Haut-Jura : les frères Mayet de Morbier. Commandée par les chanoines de la collégiale, elle remplace alors l'ancienne qui date de la fin du XVe siècle. Il s'agit alors d'une horloge à balancier qui mesure plus de 8,90 m, et qui anime les aiguilles ainsi qu'un carillon de trois cloches. L'horloge actuelle est la même, mais tout le mécanisme est à présent électrique. Entre 1987 et 1994, une restauration a lieu qui respecte le mouvement original des aiguilles.
Après une minutieuse restauration de 1987 à 1994, l'horloge fonctionne et présente la rare particularité de comporter deux cadrans. Un cadran vertical à deux aiguilles est visible depuis l'extérieur sur la façade ouest. Un second cadran horizontal à une seule aiguille est situé dans la nef centrale, au centre de la voûte.

### Intérieur
L’intérieur de l’église est remarquable par l’élévation et la hardiesse des voûtes, par la forme des piliers qui les soutiennent, par l’étendue de l’édifice (une des plus grandes de Lyon), par la clarté qui y règne, et surtout par un certain caractère de sévérité imprimé à tout l’ouvrage.

#### Chœur
Le maître-autel en marbre blanc, conçu par l'architecte Jean-Marie Pollet en 1828 est décoré de treize niches abritant les statuettes du Christ (au centre) et des douze apôtres. Les boiseries ouvragées du chœur et la double rangée de stalles du chapitre des chanoines, sont réalisées en 1826 à partir de dessins de ce même Jean Pollet.

#### Nef
La chaire néo-gothique est exécutée par le menuisier lyonnais Bernard d'après un dessin de l'architecte Claude-Anthelme Benoit. Des statues sont disposées dans le fond de la nef, parmi lesquelles les répliques des statues originales des apôtres saint Pierre et saint Paul de la basilique du Vatican, et de part et d'autre du chœur les statues en bois de saint Nizier et saint Sacerdos réalisées par Jean Pollet.
Dans la nef se trouve une toile de Victor Orsel représentant le Christ transfiguré.

### Chapelle de Notre-Dame de Grâce

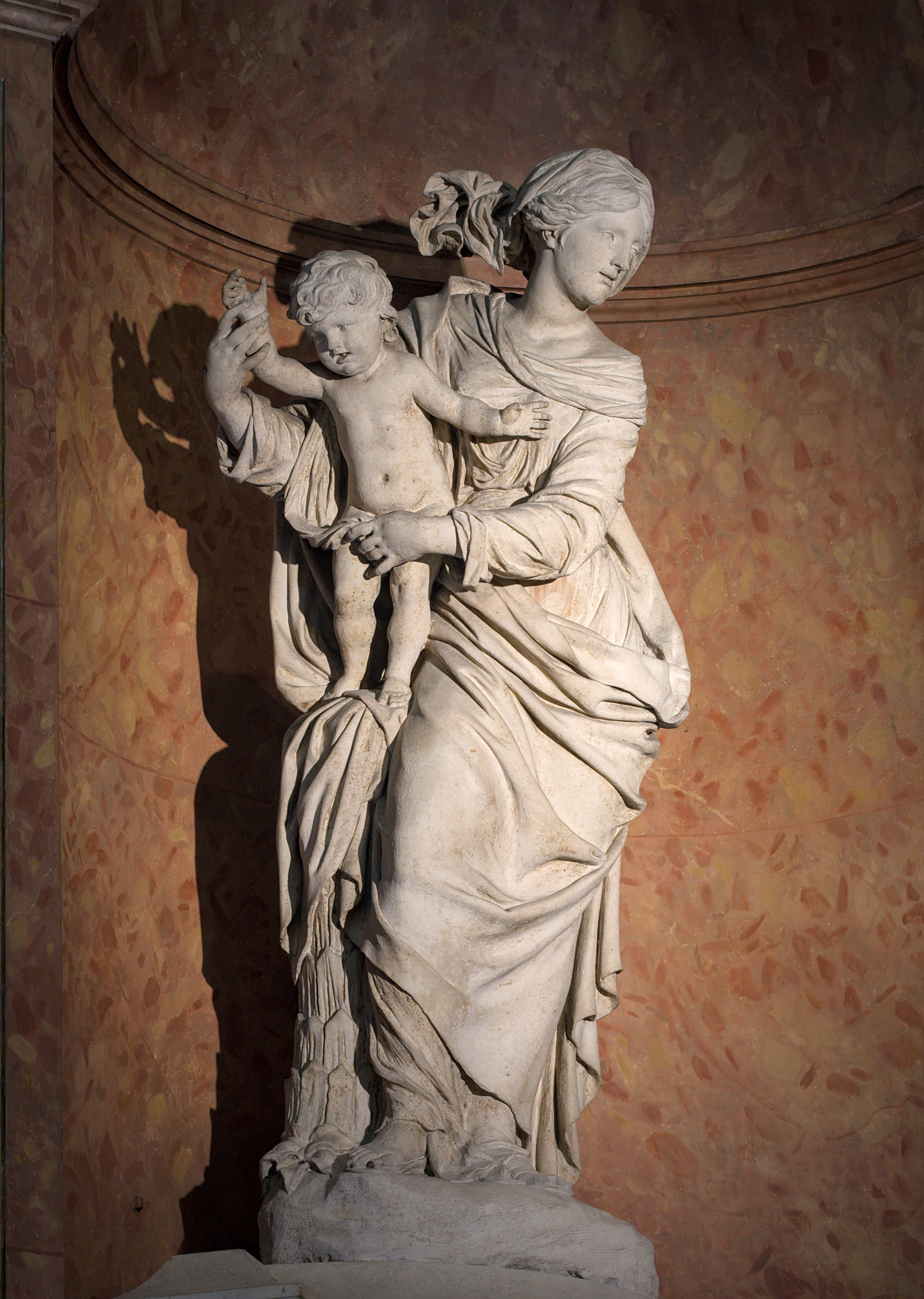
La Vierge à l'Enfant d'Antoine Coysevox.

Dans le transept sud, l'autel de la Vierge est surmonté d'une statue, chef-d'œuvre d'Antoine Coysevox en marbre, sculptée en 1676. Originellement destinée à l'extérieur de la maison qu’il habitait à l’angle des rues Sirène (devenue rue du Président Édouard Herriot) et du Bât-d’Argent, Coysevox a tourné l'enfant Jésus et Marie chacun vers une des rues du carrefour. Achetée par la Confrérie Notre-Dame de Grace en 1771, elle est cachée dans un sac de farine pour échapper aux destructions de la Révolution, et finalement transférée à Saint-Nizier. C'est Louis Querbes qui promeut la dévotion mariale en réaction à l'indifférence religieuse et à la franc-maçonnerie,.
Pauline Jaricot est enterrée à côté de l'autel de la Vierge, là où elle s'est vouée à Dieu.

### Chapelle Saint-Pothin
Dans le transept Nord, l’autel est surmonté d’une statue en marbre blanc, due au ciseau de Joseph Chinard, représentant le premier évêque de Lyon, saint Pothin, montrant à l'assistance une effigie de la Vierge Marie.

### Chapelle de la Trinité
Cette chapelle est notamment remarquable pour ses deux vitraux de Lucien Bégule, datant de 1894, qui constituent un des très rares exemples nous étant parvenus du programme iconographique « historique » de ce maître verrier. Y sont représentés la lecture des statuts de la confrérie de la Sainte-Trinité, fondée le 6 décembre 1300, ainsi qu'une distribution statutaire des pains par la confrérie le jour de la Sainte-Trinité.

### Crypte
Située à 3,25 m de profondeur, la crypte présente un plan formé d'un carré de 4 m de côté, ouvert sur ses côtés nord, est et sud par des absides semi-circulaires de 2,5 m de diamètre. On y accède par deux escaliers latéraux.
Renouard, négociant, entreprit de refaire l’ancienne crypte où l’on déposa dans la suite (en 1528) le corps de saint Ennemond.
La crypte est ornée de cinq vastes tableaux de mosaïques réalisées au XIXe siècle par Ennemond Mora d´après des cartons de Gaspard Poncet. Le décor évoque les origines de l'Église à Lyon avec les quarante-huit martyrs de Lyon de 177. La fresque de l'abside représente la Vierge Marie entourée de saint Jean et de saint Pothin. Les mosaïques sont en cours de restauration depuis 2013.
Au fond de la crypte, est exposée l'épitaphe du tombeau de saint Sacerdos, évêque de Lyon de 549 à 552.

### Orgue
L'orgue de l'église Saint-Nizier a été construit en 1885 par le facteur Joseph Merklin. À l'époque, celui-ci venait de construire l'orgue du Grand Temple de Lyon avec lequel il appliquait pour sa première fois l'électricité à ses orgues, avec le système électro-pneumatique Schmoele & Mols dont il était le concessionnaire exclusif en France. Cette application qui permettait notamment de distancier la console (les claviers) des tuyaux, fut poussée à son extrême à l'occasion du chantier de l'orgue de Saint-Nizier : lors de son inauguration en 1886 par son titulaire Jule Rüest, cet instrument de 45 jeux, trois claviers et un pédalier était d'un genre totalement nouveau, par sa disposition car le grand orgue était en fait la totalisation de l'orgue de tribune et de l'orgue de chœur, distants d'environ 60 mètres, et l'organiste pouvait jouer ces deux orgues simultanément depuis la même console, placée derrière l'autel.
Une deuxième console (à deux claviers et un pédalier) fut installée à l'intérieur du grand buffet, et par la suite descendue juste en dessous, dans la nef, pour permettre ainsi de jouer l'orgue de tribune indépendamment sans être gêné par le retard du son que peut causer la distance console-buffet.
En 1942, grâce à de nombreux dons et malgré les réquisitions effectuées par le Troisième Reich, une restauration des orgues de Saint-Nizier est effectuée.
Abîmé lors des grands travaux de restauration intérieure de l'édifice, l'orgue est muet depuis environ 1975, d'autant plus que ses deux consoles ont été débranchées et enlevées pour être entreposées. Depuis lors, l'instrument qu'on peut entendre dans les célébrations n'est pas l'orgue à tuyaux.
L'orgue Merklin de Saint-Nizier, dont le grand buffet et la partie instrumentale sont classés au titre des Monuments Historiques, reste en attente de restauration.

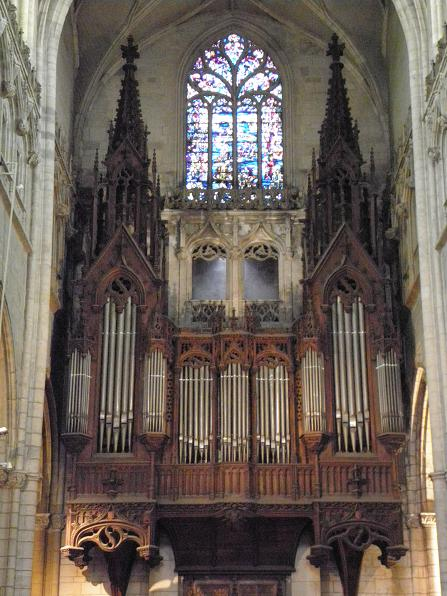
Grand buffet de l'orgue Merklin de l'église Saint-Nizier.
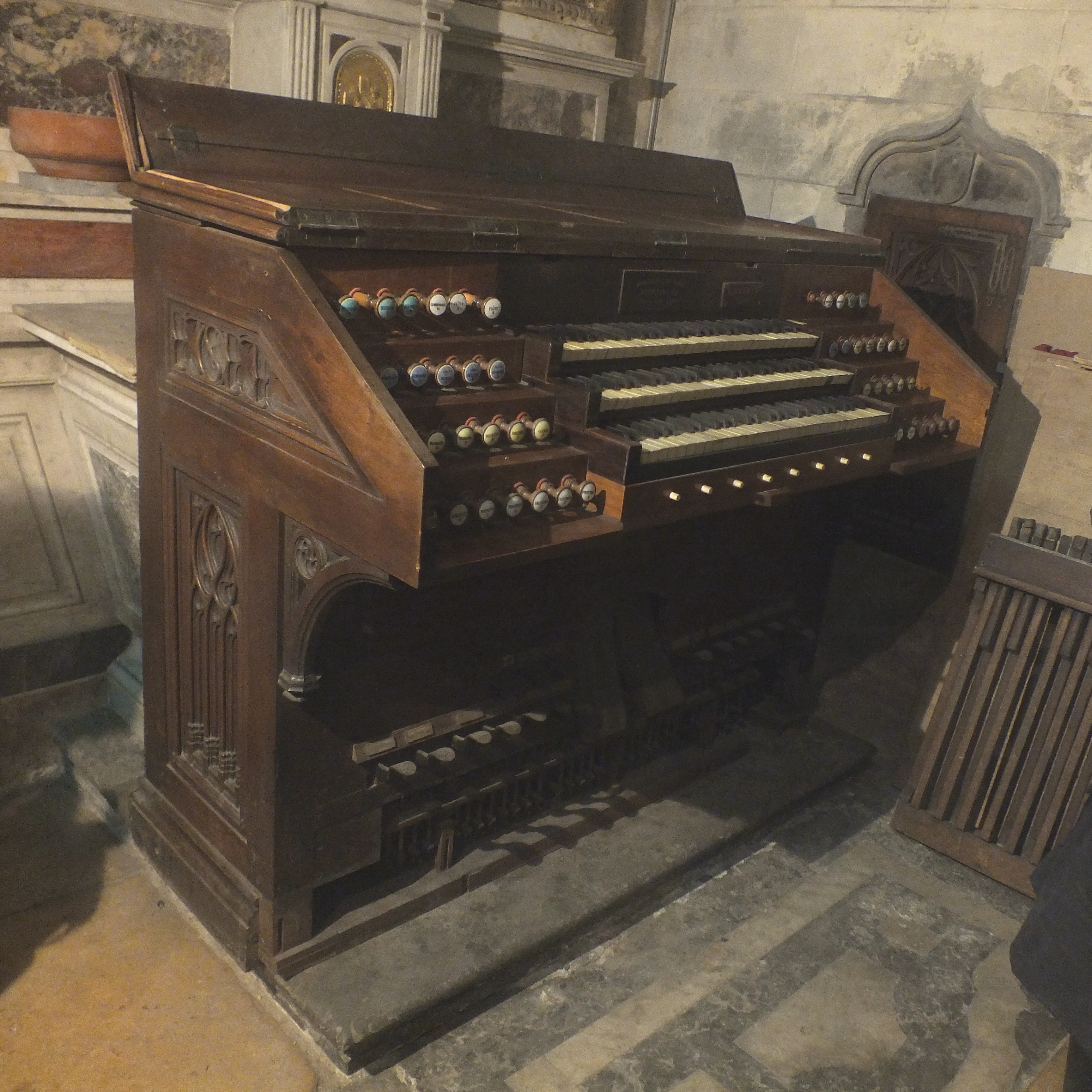
Grande console électrique de l'orgue Merklin de l'église Saint-Nizier, après son débranchement.

## Personnalités
Jean-Marie Leclair (1697-1764), violoniste et compositeur est natif de la paroisse. Une plaque commémorative lui est dédiée au chevet de l’église à l’angle de la rue Édouard-Herriot et de la rue de la Fromagerie.
Bédien Morange (1703-?) est chantre et chanoine de Saint-Nizier.
Sainte Claudine Thévenet (1774-1837), native de la paroisse. L’Abbé André Coindre lui confia deux fillettes abandonnées sur le parvis de l’église. Fondatrice de la Congrégation des religieuses de Jésus-Marie, elle est canonisée le 21 mars 1993.
Louis Querbes (1793-1859) fut vicaire de la paroisse. Il est fondateur des Clercs de Saint-Viateur voués à l'éducation des jeunes dans les paroisses.
Pauline-Marie Jaricot (1799-1862), fondatrice de l'Œuvre pour la Propagation de la foi et du Rosaire vivant. Déclarée vénérable en 1963 par le pape Jean XXIII et béatifiée le 22 Mai 2022 à Lyon, elle est inhumée dans l’église.
Frédéric Ozanam (1813-1853), fondateur de la Conférence Saint-Vincent-de-Paul se marie à Saint-Nizier le 23 juin 1841 avec Amélie Soulacroix (1820-1894) ; une plaque apposée dans l'église commémorait l'événement sans nommer Amélie. Une nouvelle plaque, dévoilée le 29 septembre 2017, la remplace, corrigeant cet oubli et ajoutant la béatification du 22 août 1997.
Suzanne Aubert (1835-1926), paroissienne à Saint-Nizier puis religieuse en Nouvelle-Zélande, elle est fondatrice des Filles de Notre-Dame de la Compassion.
Paul Couturier (1881-1953) fit sa première communion à Saint-Nizier en juin 1893. Il est promoteur de la semaine de prière pour l’unité des Chrétiens et cofondateur du groupe œcuménique des Dombes.

## La paroisse Saint-Nizier aujourd'hui
Depuis septembre 1996, à la demande de l’Archevêque de Lyon, les prêtres de la Communauté de l'Emmanuel participent à l’animation de la paroisse.
Une chapelle contre le chevet de l'église, rue Saint-Nizier, abrite l'adoration perpétuelle du Saint-Sacrement.
Chaque année, le 8 décembre, la paroisse Saint-Nizier organise une mission d'évangélisation en l'honneur de l'Immaculée Conception. L'église sert fréquemment de support lors de la Fête des Lumières.

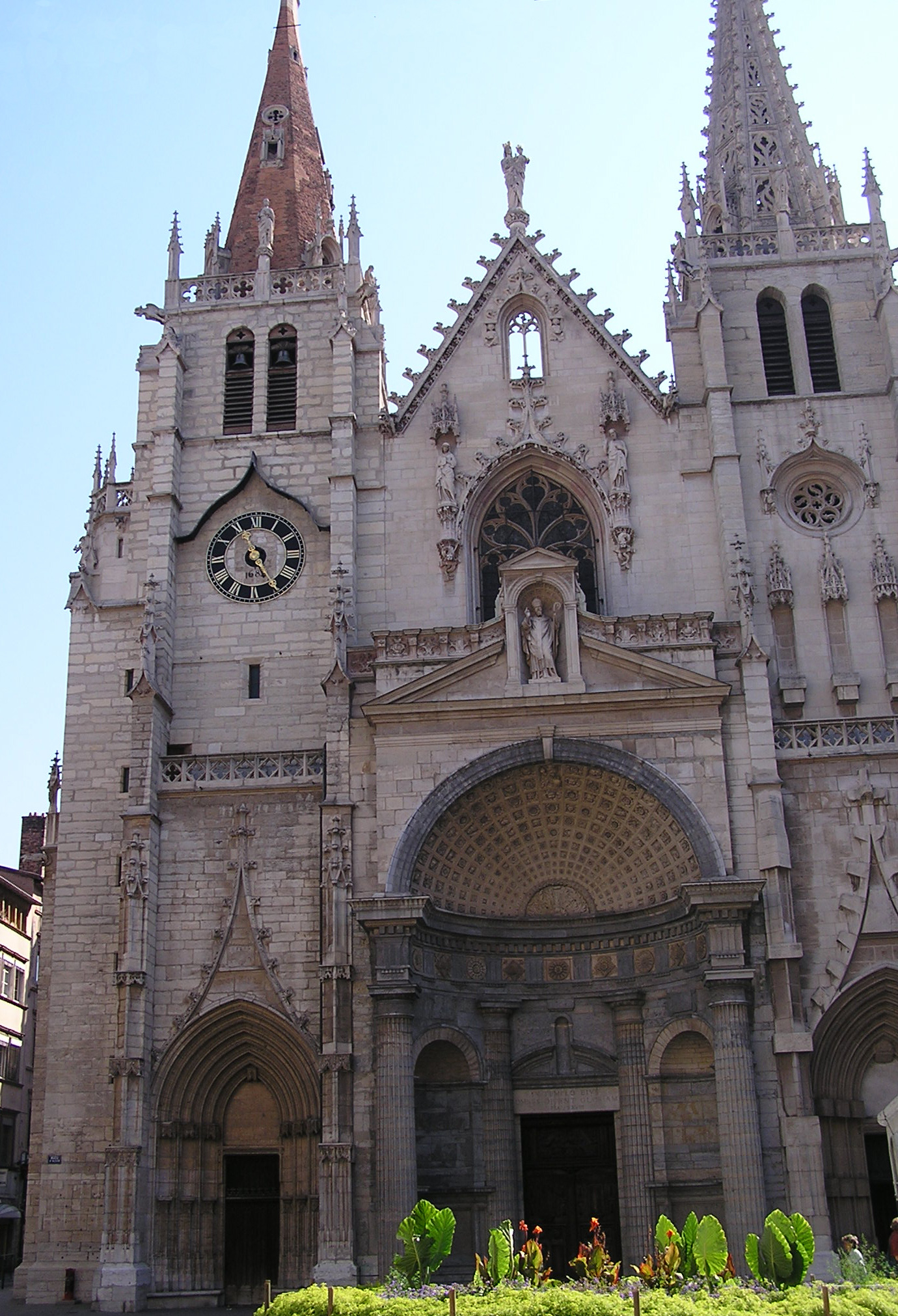
Façade de jour
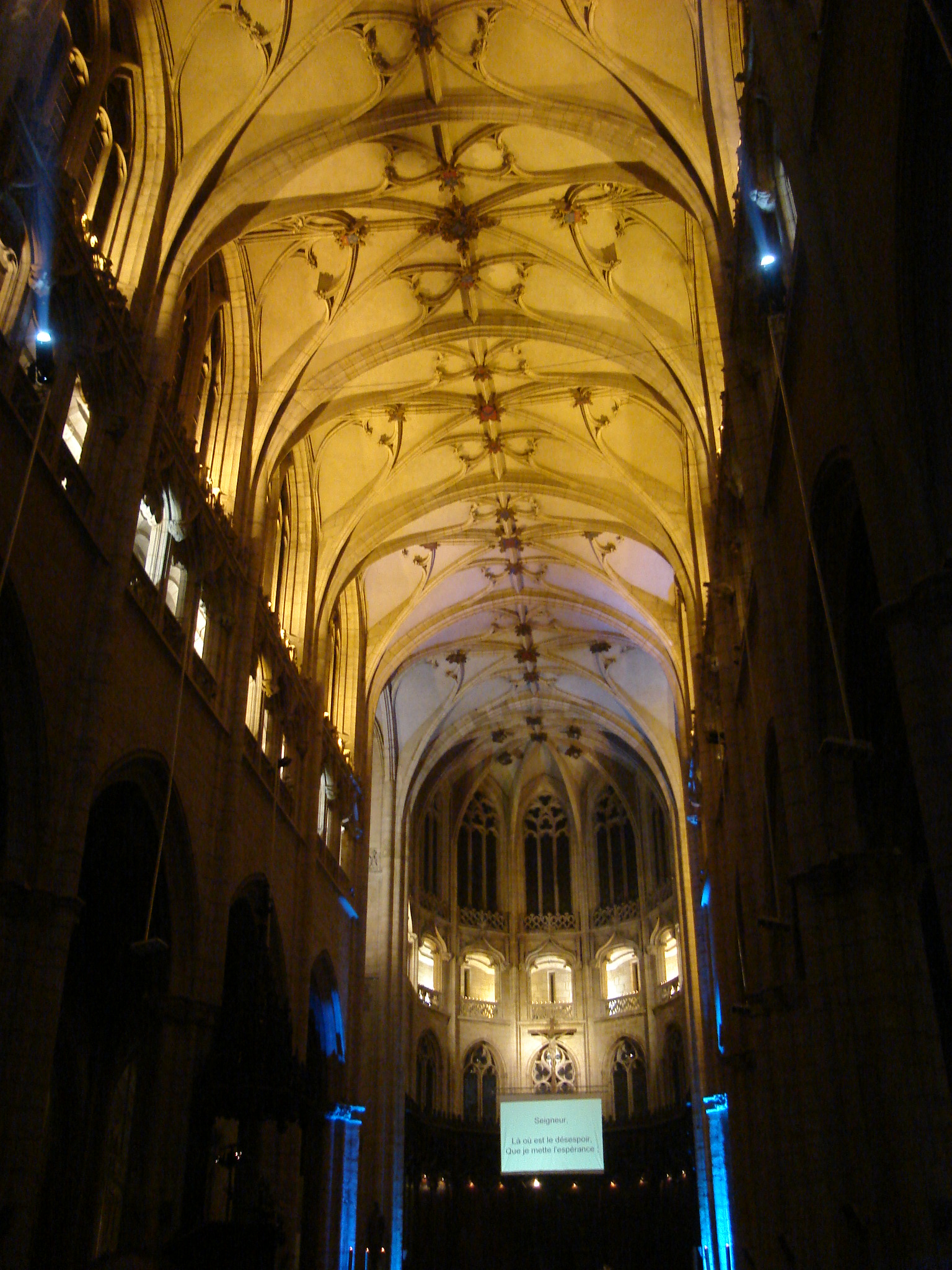
Nef centrale
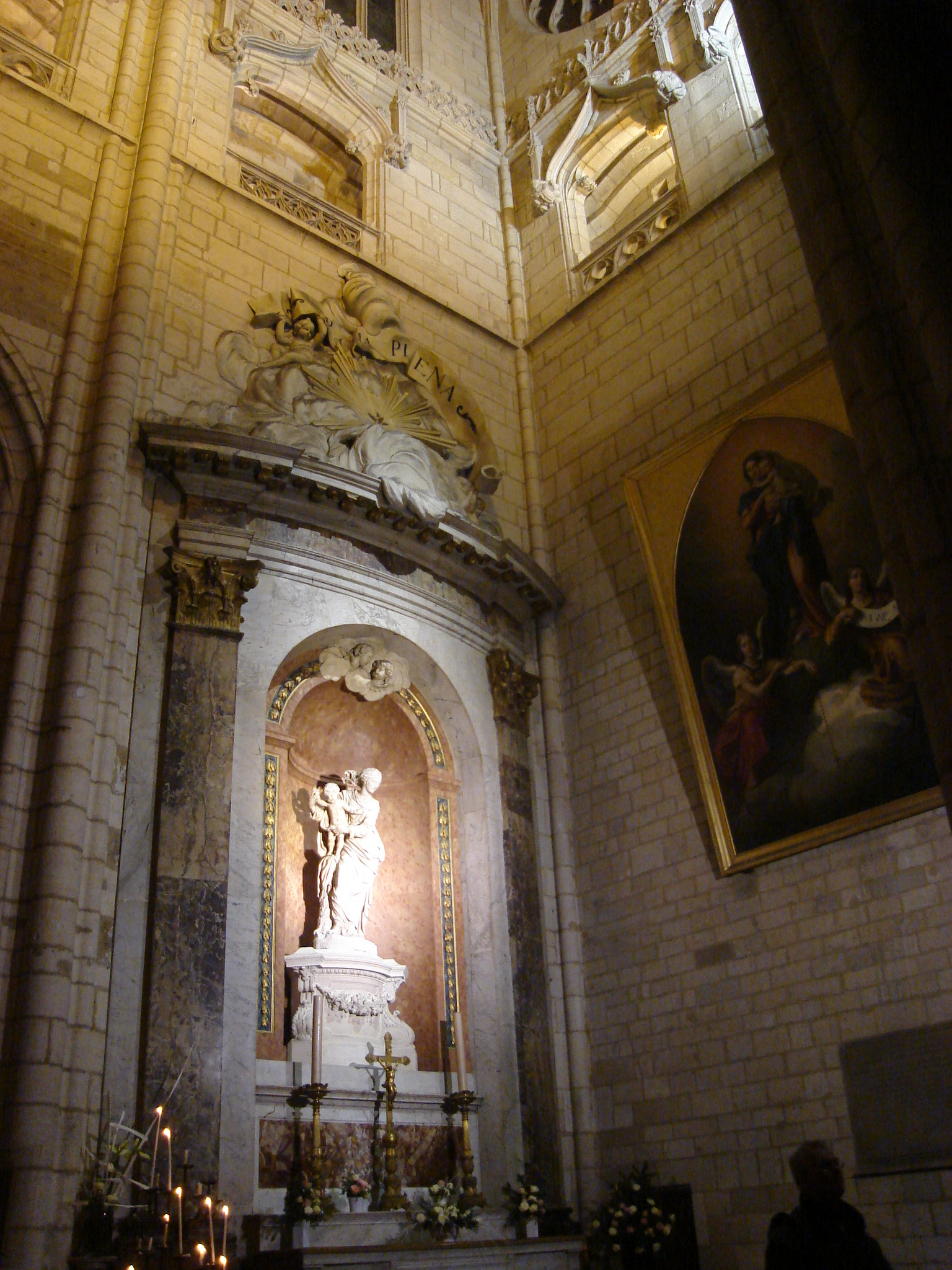
Une des chapelles latérales

## L'église dans l'art

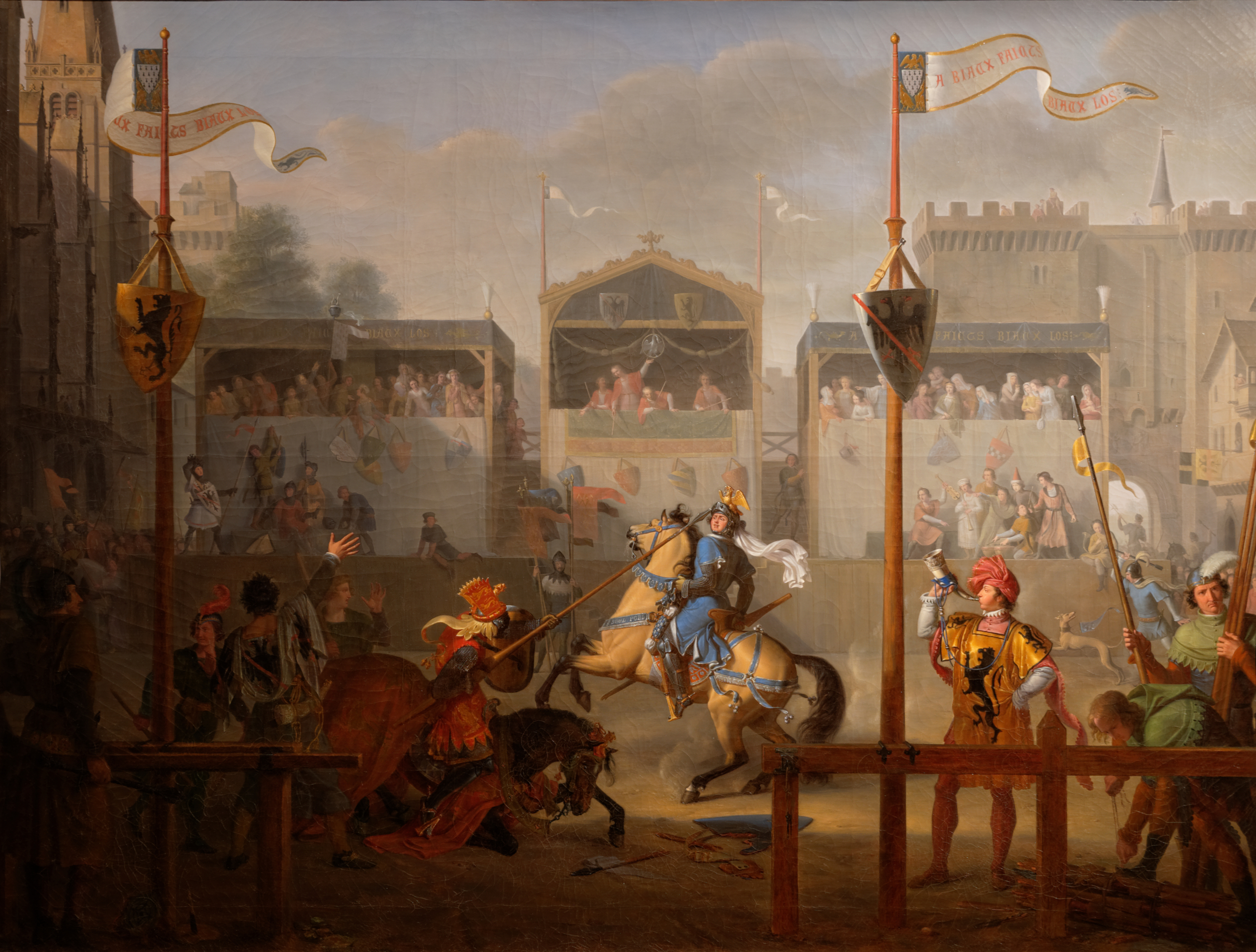
Le Tournoi, de Pierre Révoil, 1812.

En 1812, le peintre Pierre Révoil peint, dans son tableau Le Tournoi, l'église Saint-Nizier et son clocher nord, en haut à gauche de la toile. L'œuvre est actuellement conservée au musée des Beaux-Arts de Lyon.

### Généralités et histoire de l'église
- Philippe Jaeger, Saint-Nizier : une église lyonnaise, Villeurbanne, L’Association « Les Amis de Saint-Nizier », 2007, 48 p. (EAN 9782953101300) ;
- Cahiers des Amis de l'église Saint-Nizier de Lyon, Lyon, Les amis de l'église Saint-Nizier, 1993-1999, 11 numéros parus ;
  - [Reynaud, 8e cahier] Jean-François Reynaud, « Saint-Nizier aux premiers temps chrétiens : la basilique des Saints-Apôtres », Cahiers des Amis de l'église Saint-Nizier de Lyon,‎ 1997, p. 6-11
- Henri Hours, « La création du chapitre de Saint-Nizier », Bulletin de la Société historique, archéologique et littéraire de Lyon, t. 23,‎ 1994, p. 113-117.

### Le bâtiment
- Église Saint-Nizier, Lyon : la façade, Lyon, Conservation régionale des monuments historiques, coll. « Patrimoine restauré » (no 9), 1994
- Nicolas Reveyron, « Recherche sur la longue durée : l’église Saint-Nizier de Lyon », Comptes rendus des séances de l'Académie des Inscriptions et Belles-Lettres, vol. 157e année, no 3,‎ 2013, p. 1201-1224. (lire en ligne)
- Nicolas Reveyron, « Le rôle du fer dans un projet architectural médiéval : Saint-Nizier de Lyon (XVe – XVIe siècle) », Pages d'archéologie médiévale en Rhône-Alpes, nos 5/6,‎ 2003, p. 21-28
- Nicolas Reveyron, « l'analyse modulaire des parements dans l'architecture médiévale : l'exemple de la tour nord de Saint-Nizier, Lyon XVe – XVIe siècle », Archéologie du bâti,‎ 2005, p. 35-43
- Nicolas Reveyron, « Taille de la pierre et statut du décor dans la tour nord de Saint-Nizier à Lyon », Pages d'archéologie médiévale en Rhône-Alpes, no 1,‎ 1994, p. 93-105
- Arthur Kleinclausz, « Philibert de l'Orme et le portail de l'église Saint-Nizier », Revue de l'Université de Lyon,‎ mai 1928.

### Les œuvres d'art
- claude Mermet, « Les anges au ciel de Saint-Nizier », Bulletin de la Société historique, archéologique et littéraire de Lyon, t. 24,‎ 1994, p. 83-102 ;
- Gérard Bruyère, « Les embellissements des églises de Lyon au lendemain de la révolution : la commande de 1813 pour l'église Saint-Nizier », Bulletin municipal officiel, Lyon, no 2808,‎ 24 août 2009, p. 1-2.

### Les orgues
- Joseph Merklin, facteur d'orgues européen, Michel Jurine, édité par l'Association Aristide Cavaille-Coll, diffusion Klincksieck, 1991 ;
- Les orgues du Rhône, tome 1 : Les orgues de Lyon, Pierre-Marie et Michelle Guéritey, éditions Comp'Act, 1992.

### La crypte
- James Condamin, Notice sur la crypte de l'église Saint-Nizier à Lyon, Lyon, E. Vitte, 1906, 35 p..

### Ouvrages généraux et de contexte
- [Bernard Gauthiez 1994] Bernard Gauthiez, « La topographie de Lyon au Moyen Âge », Archéologie du Midi médiéval, t. 12,‎ 1994, p. 3-38 (ISSN 0758-7708, lire en ligne, consulté le 3 novembre 2014) ;
- [Marcel Vincent 1999] Marcel Vincent, « Frédéric Ozanam et Lyon », Revue d'histoire de l'Église de France, Persée, vol. 85, no 214,‎ 9 juillet 1999, p. 27-37 (DOI 10.3406/rhef.1999.1350, lire en ligne) ;
- [Olivier Zeller 2002] Olivier Zeller, « La pollution par les cimetières urbains : Pratiques funéraires et discours médical à Lyon en 1777 », Histoire urbaine, Société française d'histoire urbaine, vol. 5, no 1,‎ 2002, p. 67-83 (ISSN 1628-0482, résumé, lire en ligne) ;
- [Patrick Boucheron 2003] Patrick Boucheron, « Villes, cathédrales et histoire urbaine », Histoire urbaine, Société française d'histoire urbaine, vol. 7, no 1,‎ 2003, p. 5-16 (ISSN 1628-0482, résumé, lire en ligne) ;
- [Philippe Dufieux 2004] Philippe Dufieux, Le mythe de la primatie des Gaules : Pierre Bossan (1814-1888) et l'architecture religieuse en Lyonnais au XIXe siècle, Lyon, Presses universitaires de Lyon, 2004, 311 p. (ISBN 978-2-7297-0726-2, présentation en ligne, lire en ligne) ;
- Anne-Catherine Le Mer et Claire Chomer, Carte archéologique de la Gaule, Lyon 69/2, Paris, Académie des inscriptions et belles-lettres / Ministère de l'éducation nationale, de l'enseignement supérieur et de la recherche / Ministère de la culture et de la communication etc., 2007, 883 p. (ISBN 978-2-87754-099-5 et 2-87754-099-5)
- [Paul Chopelin 2009] Paul Chopelin, « Les militants laïcs de l’Église réfractaire : le cas lyonnais », Annales historiques de la Révolution française, Armand Colin, Société des études robespierristes, no 355,‎ 1er janvier 2009, p. 159-182 (ISBN 978-2-200-92557-4, ISSN 0003-4436, lire en ligne)
- [Reveyron, Durand et Repellin 2011] Nicolas Reveyron (dir.), Jean-Dominique Durand (dir.), Didier Repellin (dir.) et Michel Cacaud (dir.), Lyon, la grâce d'une cathédrale, Strasbourg, La Nuée bleue, septembre 2011, 512 p. (ISBN 978-2-7165-0789-9)
- [Nicolas Reveyron 1996] Nicolas Reveyron, « Influence de la charpenterie et rôle des charpentiers dans l'architecture de pierre à la fin du Moyen Âge à Lyon », Bulletin Monumental, Persée, vol. 154, no 2,‎ 6 juillet 1996, p. 149-165 (DOI 10.3406/bulmo.1996.4551, lire en ligne).
- [Nicolas Reveyron 2005] Nicolas Reveyron, Chantiers lyonnais du Moyen Âge, Saint-Jean, Saint-Nizier, Saint-Paul, Lyon, Association de liaison pour le patrimoine et l'archéologie en Rhône-Alpes et en Auvergne, coll. « Documents d'archéologie en Rhône-Alpes et en Auvergne / Série lyonnaise » (no 9), 2005, 380 p. (ISBN 2-9516145-9-4, BNF 40094739).

### Sources
Sources publiées
- Georges Guigue, Inventaire du trésor de Saint Nizier de Lyon : 1365-1373 ; suivi de Listes des sépultures de la paroisse : 1346-1348, Lyon : Société des bibliophiles lyonnais, 1899, 87 p., Fonds anciens de la Bibliothèque municipale de Lyon

Analyse publique
- J. E. Savy, Observations sur les restaurations actuelles de nos églises, et nécessité de mettre au concours le projet de réédification de la façade de l'église de Saint-Nizier : avec plusieurs réflexions critiques sur l'architecture gothique : Mémoire lu à la Société académique d'architecture de Lyon, dans sa séance du 4 mars 1843, Lyon, les principaux libraires, 1843. Fonds anciens de la Bibliothèque municipale de Lyon

Vie de la paroisse - époque moderne
- In festo compassionis Beatae Mariae Virginis, officium., Lyon, 1665 Fonds anciens de la Bibliothèque municipale de Lyon
- Mémoire pour les sieurs sacristain, chanoines et chapitre de l'église paroissiale de Saint Nizier... de Lyon... contre les sieurs perpétuels de la même église..., Lyon, Impr. de Nicolas Barret, [après 1716 d'après le texte] Fonds anciens de la Bibliothèque municipale de Lyon
- Reglemens de la Compagnie des dames unies pour le secours des pauvres incurables de la paroisse de Saint Nizier de Lyon, Lyon, Imprimerie de P. Valfray fils, 1747 Fonds anciens de la Bibliothèque municipale de Lyon

Vie de la paroisse - époque contemporaine
- La Revue de la Confrérie des Saints-Anges dans l'Eglise Saint-Nizier, Lyon : Imprimerie de J. B. Pelagaud, rue Sala 56, Fonds anciens de la Bibliothèque municipale de Lyon
- La Revue de la Confrérie de Notre-Dame de Grâces érigée en l'église Saint-Nizier, Lyon : Imp. A. Rey, 4 rue Gentil, Fonds anciens de la Bibliothèque municipale de Lyon
- Confrérie de Notre-Dame de Graces de Saint-Nizier : Notice et Règlement, Lyon, Imprimerie Pitrat Ainé. 4, rue Gentil, 1885, Fonds anciens de la Bibliothèque municipale de Lyon
- Abbé H. Lapra, Confrérie de Notre-Dame de Grâces : le culte de la Sainte Vierge et de Saint Pothin dans l'Eglise de Saint- Nizier, Lyon, Imp. Pitrat, 1885 Fonds anciens de la Bibliothèque municipale de Lyon
- Jacques-François Besson, Instructions, exercices de piété [Livre] : règlement à l'usage des fidèles associés à la confrérie du sacré coeur de Jésus, canoniquement érigée dans l'église paroissiale de Saint-Nizier de Lyon, Lyon, chez Rusand, 1819, Fonds anciens de la Bibliothèque municipale de Lyon

### Note
1. ↑  Père de Frédéric Flachéron